# Cimitero della Villetta
Il cimitero della Villetta è un complesso cimiteriale monumentale fondato nel 1817 a Parma, di cui da allora costituisce il principale camposanto; sorge al termine dell'omonimo viale a sud-ovest del centro storico, non lontano da barriera Bixio.

## Storia
A partire dalla metà del XVIII secolo iniziò a diffondersi l'esigenza di spostare, per motivazioni igieniche, le sepolture, fino ad allora collocate all'interno o nei pressi dei luoghi di culto cittadini, in apposite aree all'esterno delle mura dei centri abitati. Per questo motivo la prima bozza di progetto di un cimitero a servizio della città di Parma fu redatta nel 1764, mentre cinque anni dopo fu proposta dalla congregazione degli Edili la costruzione di un camposanto nei pressi della chiesa di Santa Croce, per via della vicinanza con l'ospedale; negli stessi anni si occupò del problema, seppur senza risolverlo, anche il primo ministro ducale Guillaume du Tillot, al quale l'architetto Francesco Fontanesi presentò il progetto di un grande cimitero.
La situazione di stallo nelle decisioni proseguì fino agli inizi del XIX secolo, quando, dopo la promulgazione dell'editto napoleonico di Saint Cloud del 12 giugno 1804, nel 1811 il consiglio comunale cittadino, sollecitato dal prefetto Henri Dupont-Delporte, stabilì di edificare due cimiteri ai due capi ovest ed est della città, all'esterno rispettivamente di porta Santa Croce e di porta San Michele, senza tuttavia avviare i lavori.
Nel 1817, in seguito all'arrivo della nuova duchessa Maria Luigia, su suo impulso il consiglio degli anziani decise, per ridurre i costi, di erigere un unico camposanto, individuando nella tenuta di San Pellegrino il luogo ideale, in quanto prossimo alla città e già recintato; vi sorgeva infatti un elegante casino di villeggiatura del collegio dei Nobili, noto come "la Villetta", che era stato edificato dai gesuiti nel 1675 per ospitarvi parte degli studenti durante i periodi estivi.
Il 13 febbraio di quell'anno la Duchessa promulgò un rescritto, ordinando al Comune di Parma di acquistare l'area, e incaricò del progetto l'architetto Giuseppe Cocconcelli; prima ancora dell'avvio dei lavori, furono tumulati i primi defunti, tra i quali il poeta Angelo Mazza, morto nel mese di maggio.
Solo nell'ottobre dell'anno seguente, dopo una lunga serie di cambiamenti rispetto al disegno iniziale ispirato da uno studio realizzato da Nicola Bettoli, genero di Cocconcelli, l'architetto completò il progetto definitivo del cimitero, dalle forme neoclassiche, prevedendo di realizzare, intorno al campo centrale diviso in quattro settori da due viali incrociati e destinato alle sepolture dei comuni cittadini, un porticato di forma ottagonale di 156 arcate con cripte sottostanti, ognuna delle quali acquistata ed edificata da un ordine religioso, da un ente o da una famiglia nobile; la costruzione degli archi, eseguita a spese dei singoli proprietari, doveva seguire le regole della Risoluzione Sovrana emanata nel 1819 da Maria Luigia, prevedendo la completa uniformità nelle strutture e negli archi e l'obbligo di lasciare spazio libero per il passaggio, ma la libertà di scelta delle decorazioni, seppur previa approvazione del ministro dell'Interno su consulenza dell'accademia delle Belle Arti.
Il cantiere fu quindi avviato nel 1819, a partire dal muro quadrato esterno e dall'oratorio di San Gregorio Magno, che furono terminati quattro anni dopo; il 24 maggio 1823 si svolse inoltre, al cospetto della Duchessa, la solenne cerimonia di consacrazione della cappella. Molto più lentamente proseguirono i lavori di costruzione delle arcate del porticato, completate solo nel 1876, e dei quattro settori triangolari posti alle estremità e aperti direttamente all'esterno, che, ultimati nel 1856, furono inizialmente destinati ad accogliere i morti per suicidio e per effetto di condanne alla pena capitale a nord-ovest, i bambini defunti prima del battesimo a nord-est, l'ossario cimiteriale a sud-est e infine gli ebrei e i protestanti a sud-ovest; quest'ultimo spazio fu allargato nel 1865 e suddiviso in due distinte parti una decina d'anni dopo. Il viale rettilineo di collegamento tra porta San Francesco e l'ingresso del cimitero fu invece tracciato nel 1862.
Nel frattempo, però, gli spazi iniziarono a rivelarsi insufficienti, perciò, prima ancora del completamento delle arcate, nel 1872 l'ingegnere capo del Comune Marco Sante Bergamaschi progettò due simmetriche gallerie neoclassiche a croce latina, elevate su due livelli e poste a nord e a sud del porticato, con accesso nel mezzo dei due lati destro e sinistro dell'ottagono centrale. Dopo alcune modifiche rispetto ai disegni originari, nel 1876 partirono i lavori di costruzione della galleria sud, che fu completata nel 1884, anche se alcuni interventi proseguirono fino al 1891, quando nella pavimentazione del piano superiore furono aperti alcuni ampi squarci per illuminare il livello seminterrato.
Più complessa fu la genesi dell'opposta galleria nord, i cui progetti furono rifatti dal Bergamaschi nel 1880 e nel 1893, modificando le dimensioni, le strutture e lo stile, che divenne eclettico; il cantiere fu avviato nel 1888, ma subì presto un arresto a causa del rinvenimento dei resti di una villa romana, da cui fu recuperato un pavimento in mosaico, ricollocato nel museo archeologico nazionale di Parma; i lavori ripresero l'anno seguente e furono portati a termine nel 1905.

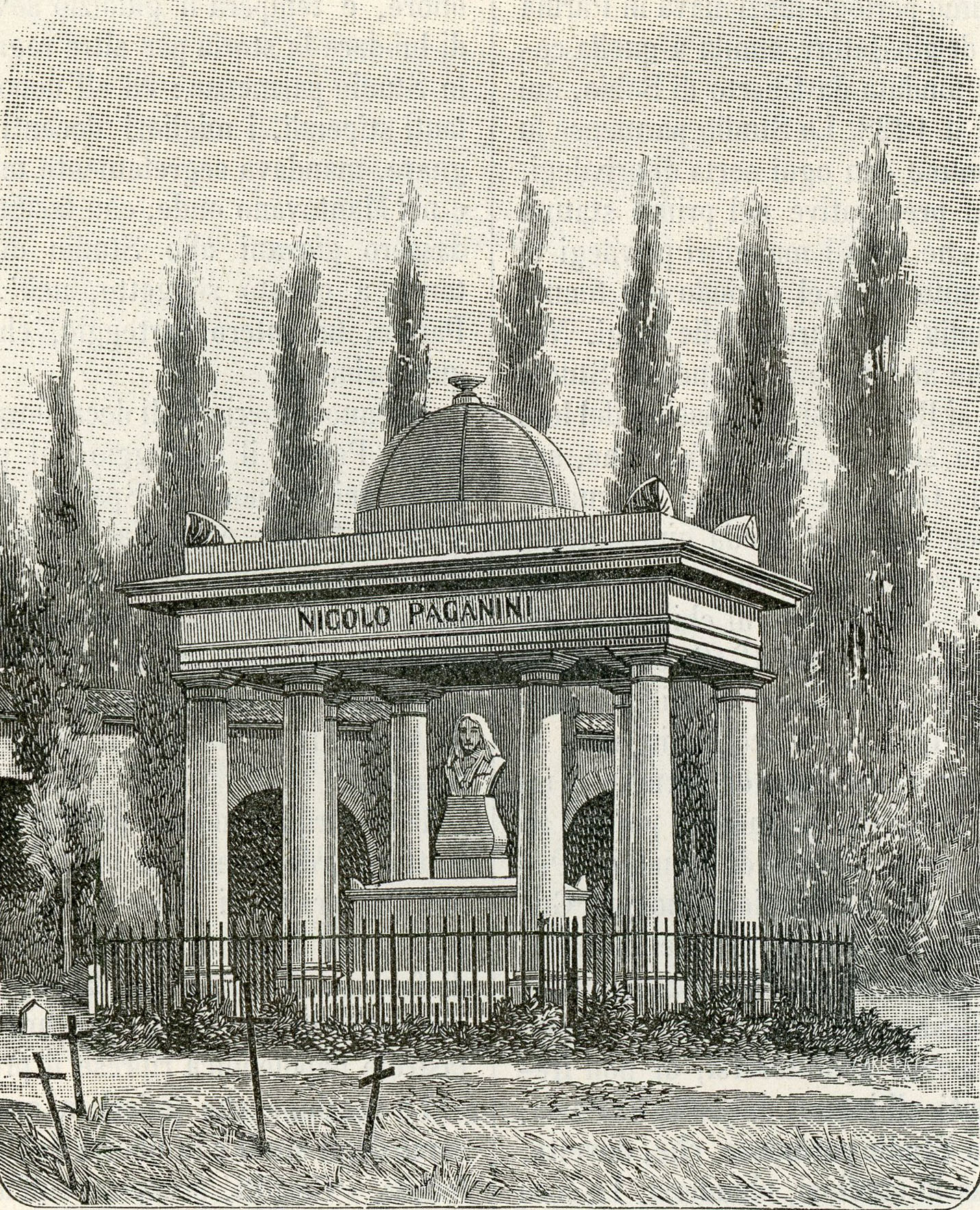
Giuseppe Barberis, Monumento a Nicolò Paganini, 1901

Nel frattempo, accanto alle sepolture singole, iniziarono a essere erette nei quattro settori dell'ottagono le tombe di famiglia a edicola; la prima fu, nel 1889, la tomba del violinista Niccolò Paganini, costruita in stile neoclassico su disegno del Bergamaschi, alla quale ne seguirono, soprattutto nei primi decenni del XX secolo, numerose altre dalle forme liberty, déco, neomedievali ed eclettiche, per volere di varie famiglie borghesi, che si rivolsero ai più noti architetti parmigiani dell'epoca. Nei primi anni del secolo, a causa della scarsità di spazio all'interno del campo centrale, cominciarono a essere utilizzati per le sepolture anche gli spazi esterni alle due gallerie.
Altre modifiche furono effettuate negli anni seguenti, a partire dal 1909, quando, sul luogo del cimitero dei bambini non battezzati a nord-est dell'ottagono, fu eretta la camera mortuaria, su disegno del geometra Ennio Monieri; nel 1913 fu ampliato nuovamente il cimitero ebraico e furono costruiti i due piccoli edifici liberty posti ai lati del portale d'ingresso centrale, progettati otto anni prima dall'ingegner Raffaele Villa; nel 1926, su disegno dell'ingegner Ugo Vitali Mazza, fu eretto il coro sul fondo dell'oratorio di San Gregorio Magno.
Gli spazi ancora scarsi comportarono nel 1931 la realizzazione di un altro ampliamento, con la costruzione, sul luogo dell'ossario a sud-est dell'ottagono, di una piccola galleria eclettica a croce latina su un solo livello, su disegno dell'ingegner Angelo Bay. A questa seguì pochissimi anni dopo la grande galleria perimetrale nord, progettata nel 1930 dall'architetto Moderanno Chiavelli in stile neorinascimentale e costruita a partire dal 1935; l'opera a pianta rettangolare, danneggiata dai bombardamenti alleati della seconda guerra mondiale, fu edificata poco alla volta, fino al completamento nel 1954.
Nel 1947 un altro antico spazio fu modificato, con la costruzione, sul luogo del cimitero per suicidi e condannati a morte, del chiostro di padre Lino, su progetto dell'architetto Amerigo Bonaconza.
La costante crescita di abitanti della città nel dopoguerra richiese nuovi ampliamenti, che da allora interessarono le aree a meridione del cimitero. Il primo a essere realizzato fu, intorno al 1950, il porticato del campo sud, posto a meridione della galleria sud e sviluppato attorno a un prato rettangolare.
A partire dal 1962 furono coperti gli spazi adiacenti alla galleria sud, realizzando il reparto A, completato nel 1966, e il reparto B, terminato nel 1977, mentre l'anno seguente fu edificato il reparto San Giuseppe, posto a sud-ovest dell'ottagono in adiacenza al cimitero evangelico.
L'ampliamento più significativo fu la costruzione nel 1979 del vasto e moderno settore San Pellegrino, posto a meridione del campo sud e accessibile attraverso un nuovo ampio ingresso su viale della Villetta; la sezione, sviluppata su una serie di lunghi edifici elevati su due livelli, fu progettata dall'architetto Claudio Guzzon. L'ultimo intervento fu la realizzazione nel 2009 di un ampio colombario su due livelli all'estremità sud del settore San Pellegrino, su disegno degli architetti Paolo Giandebiaggi e Gianluca Mora.
Nel frattempo furono avviati vari interventi di restauro e, in alcuni casi, di consolidamento strutturale, che riguardarono l'ingresso centrale nel 1980, la galleria sud nel 2007, la galleria sud-est tra il 2007 e il 2009, l'oratorio di San Gregorio Magno tra il 2011 e il 2012, la galleria perimetrale nord nel 2020 e nuovamente la galleria sud-est nel 2023.

## Descrizione
Il cimitero si articola su più sezioni differenti tra loro, sorte in epoche diverse.

### Ottagono monumentale

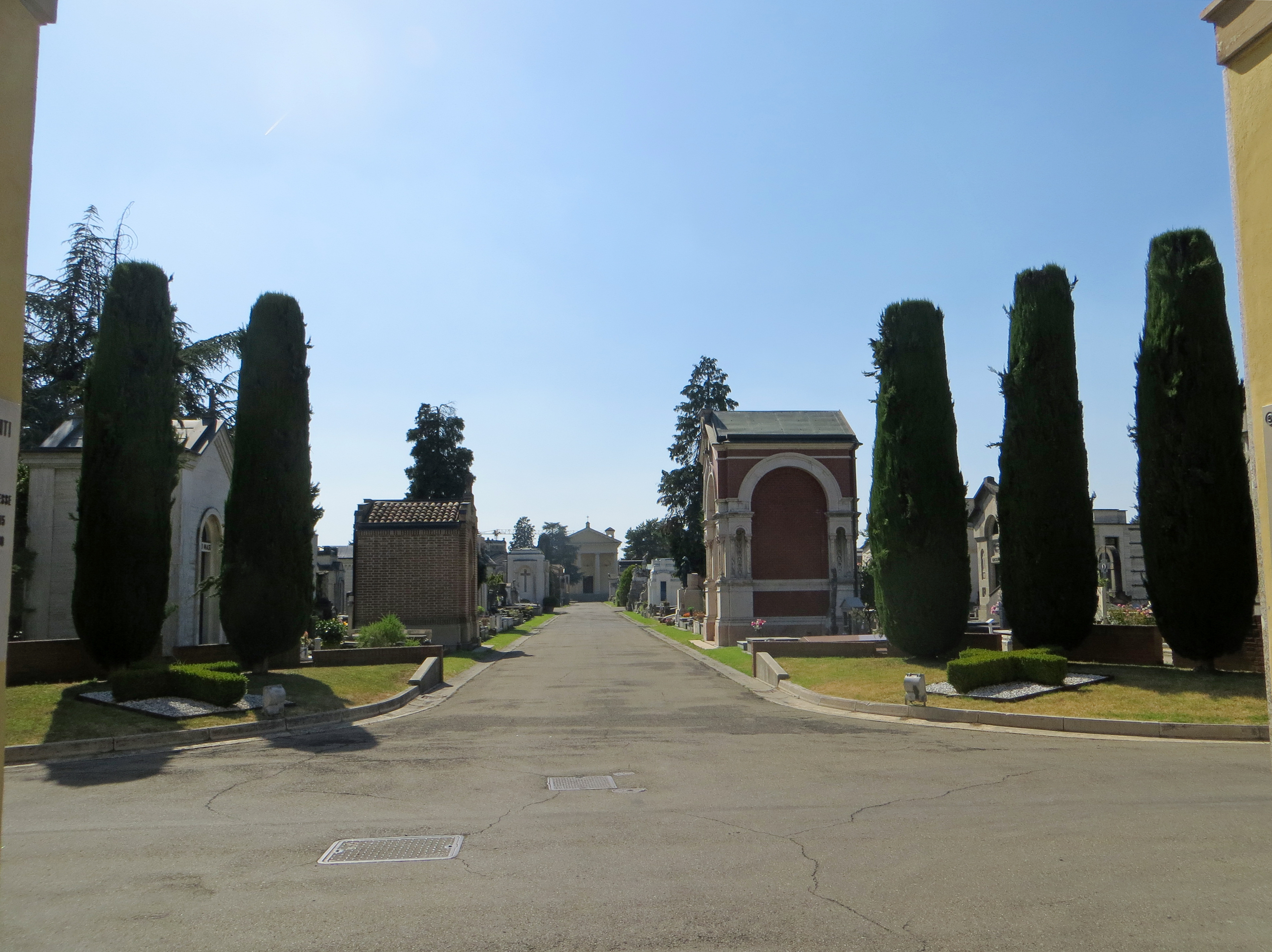
Vialetto centrale dell'ottagono monumentale visto dall'ingresso

L'area monumentale ottocentesca si sviluppa su un'ampia corte simmetrica, suddivisa in quattro settori da due viali ortogonali tra loro e circondata da un porticato ottagonale, con quattro lati più lunghi e quattro più corti; l'ingresso, affiancato da due piccoli edifici in aggetto, sorge nel mezzo del lato est, mentre all'opposto è collocato l'oratorio di San Gregorio Magno; al centro dei fianchi meridionale e settentrionale sono posti gli accessi alle gallerie sud e nord, mentre dai lati corti dell'ottagono si accede al chiostro di Padre Lino a nord-ovest, alla camera mortuaria a nord-est, alla galleria sud-est a sud-est e al cimitero ebraico ed evangelico a sud-ovest.

#### Ingresso

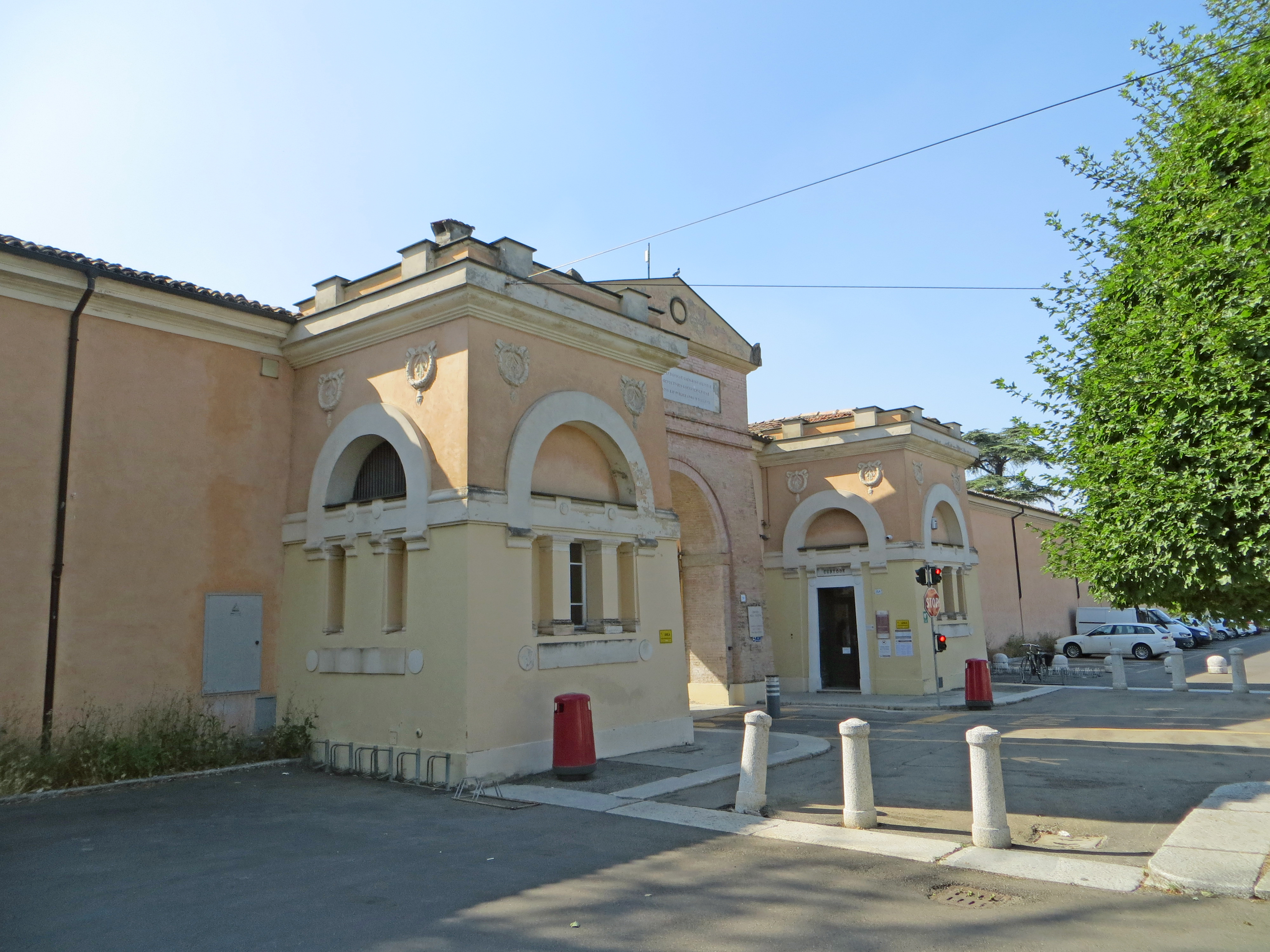
Ingresso all'ottagono monumentale

L'ingresso, collocato nel mezzo del lato est dell'ottagono, è costituito da una torretta centrale, affiancata simmetricamente da due piccoli edifici in aggetto.
La piccola torre in stile neoegizio, rivestita in mattoni, presenta una muratura con andamento a scarpa; al centro è collocata l'ampia arcata a tutto sesto d'accesso, chiusa da una cancellata; in sommità si staglia un'ampia epigrafe, a testimonianza della fondazione del cimitero, sormontata da un frontone triangolare, ornato con un uroboro nel mezzo e due acroteri alle estremità.
I due piccoli e simmetrici avancorpi in stile liberty, intonacati, presentano anch'essi murature con andamento a scarpa; ciascun edificio è illuminato frontalmente da un'ampia trifora, scandita da pilastri con capitelli dorici e sormontata da una lunetta a tutto sesto, mentre in sommità si allunga il cornicione in aggetto.

#### Porticato

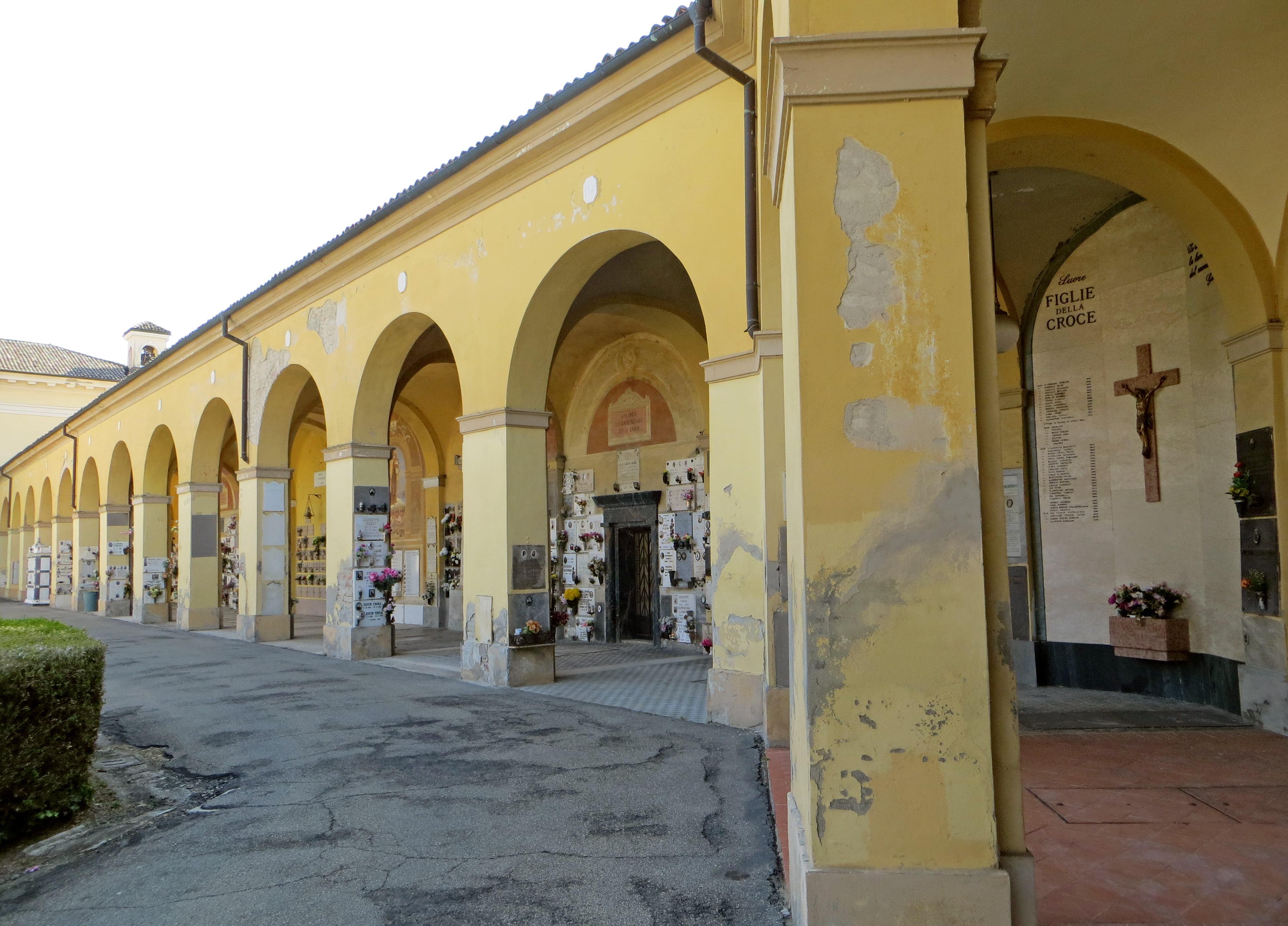
Lati ovest e nord-ovest del porticato dell'ottagono

Il porticato ottagonale, di stampo neoclassico, si affaccia sulla corte centrale attraverso 156 identiche arcate a tutto sesto, rette da pilastri coronati da capitelli dorici; all'interno delle campate, coperte da volte a vela, lo spazio è lasciato libero e le lapidi sono poste sulle pareti esterne, mentre al livello sotterraneo si trovano le singole cripte per l'inumazione dei cadaveri.

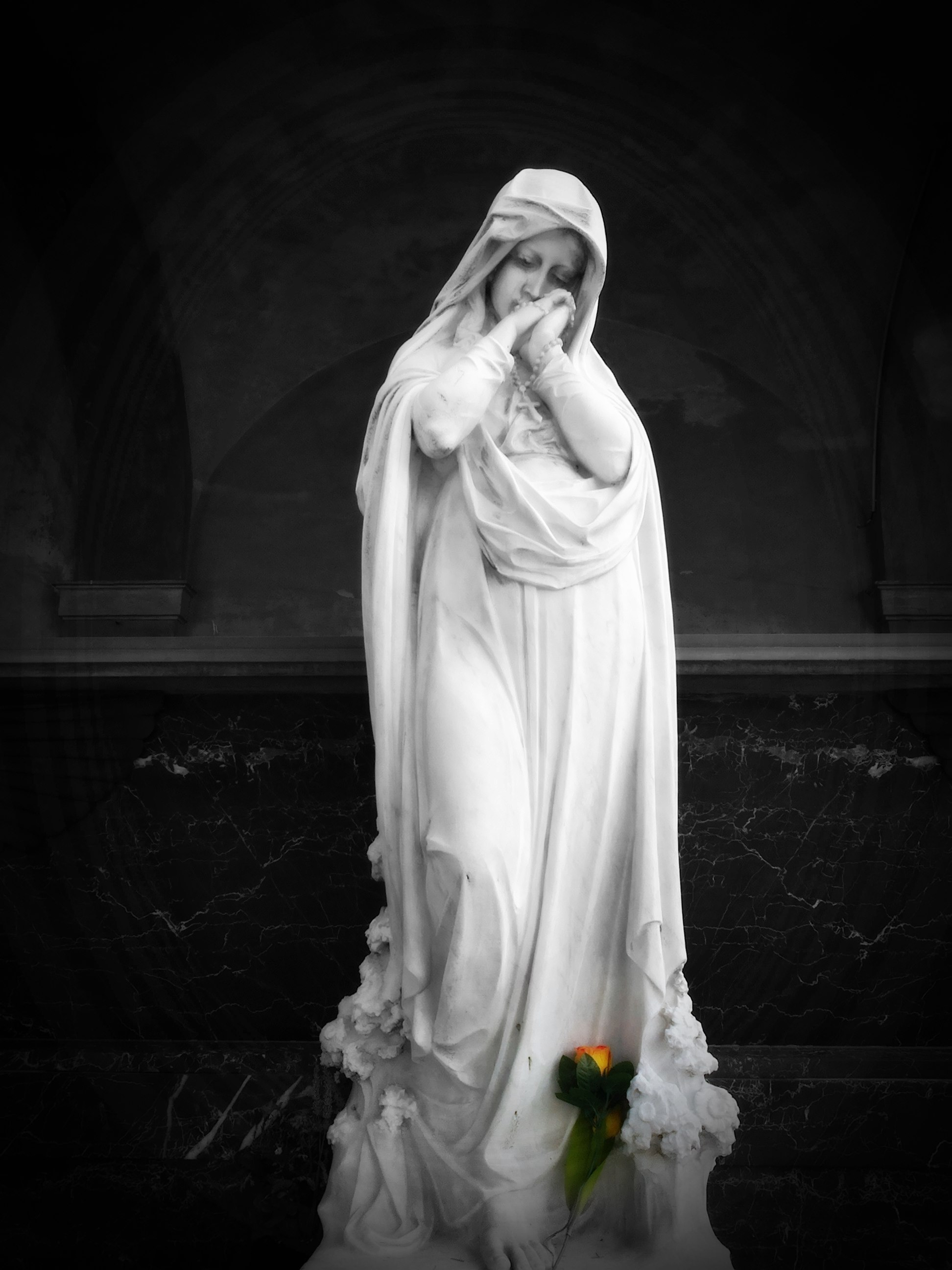
Statua femminile nell'arco Parodi

Le arcate presentano in vari casi decorazioni pittoriche e scultoree, eseguite prevalentemente nella seconda metà del XIX secolo da vari artisti. Uno dei più antichi risulta l'arco della famiglia Pavarani, al cui interno è collocato un monumento funebre marmoreo in stile neoclassico, realizzato nel 1819; di pregio sono poi l'arco della confraternita del Santissimo Nome di Gesù al Monte Calvario, dipinto con un paesaggio nel 1862, l'arco dei conti Crescini Malaspina, ornato in stile neogotico da Francesco Rivara nel 1864, l'arco della famiglia Carra, affrescato in forme neogotiche nel 1881, l'arco della famiglia Parodi, contenente un sarcofago marmoreo scolpito con quattro aquile alle estremità accanto a una statua bianca di una donna in lacrime, l'arco col sarcofago Schianchi Gnecchi, eseguito in stile liberty da Emilio Trombara nel 1920, e l'arco delle famiglie francescane, in cui è posto il monumento funebre a padre Lino, col sarcofago in pietra e la sua statua in bronzo, eseguita nel 1929 dallo scultore Guglielmo Cacciani.
Di particolare pregio risulta poi l'arco dei conti Bulloni Serra, realizzato in stile eclettico a partire dal 1861 da Antonio e Giuseppe Leoni; al centro della parete, tra due busti di Lorenzo e Domenico Serra posti su mensole, è collocata una grande edicola affiancata da due colonne, al cui interno si trova una statua di un angelo; di fronte, in corrispondenza dell'arcata esterna, si erge su un alto piedistallo una statua raffigurante Giuseppe Serra, che osserva la parete opposta.

#### Campo centrale

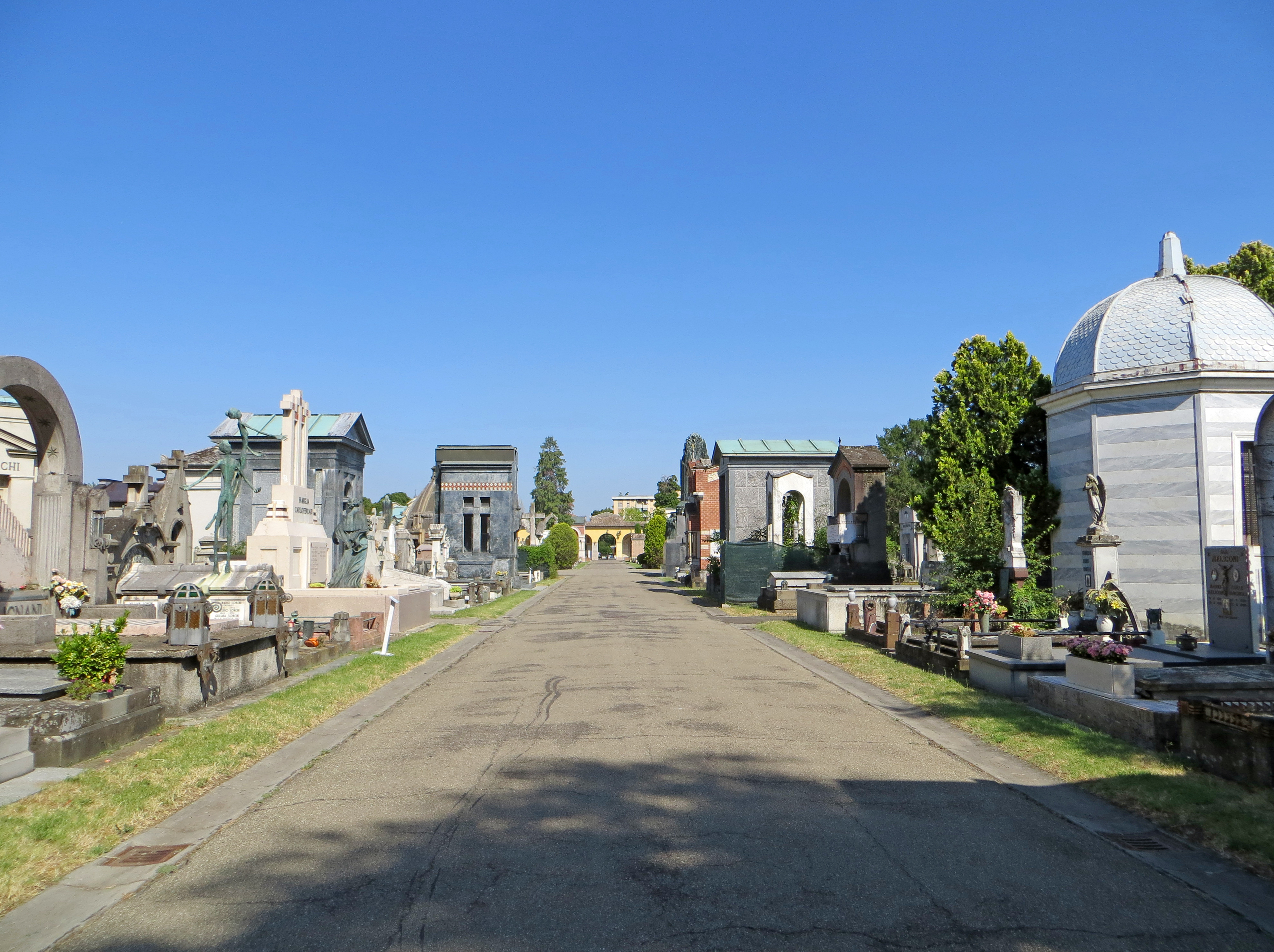
Vialetto centrale dell'ottagono monumentale visto dall'oratorio di San Gregorio Magno

Il campo centrale, a pianta ottagonale, è suddiviso in quattro parti uguali da due vialetti ortogonali tra loro; gli spazi sono densamente occupati da sepolture singole e tombe di famiglia a edicola, erette in epoche e stili diversi.
Le più antiche sepolture, singole, risalgono al XIX secolo; esse presentano caratteristiche simili di impostazione neoclassica e sono costituite da stele o da colonne spezzate, ornate con medaglioni, ghirlande, ritratti in altorilievo e altri motivi simbolici; la più vecchia ancora esistente è un cippo del 1833, su cui è raffigurato all'interno di un medaglione il profilo di una donna della famiglia Verga. Di pregio risulta in particolare il monumento Amedeo Rosazza, realizzato tra il 1830 e il 1840 da uno scultore della cerchia di Tommaso Bandini; il tempietto neoclassico, coronato da un frontone con acroteri alle estremità, accoglie una nicchia a tutto sesto, contenente una statua di un giovane appoggiato a una colonna spezzata.

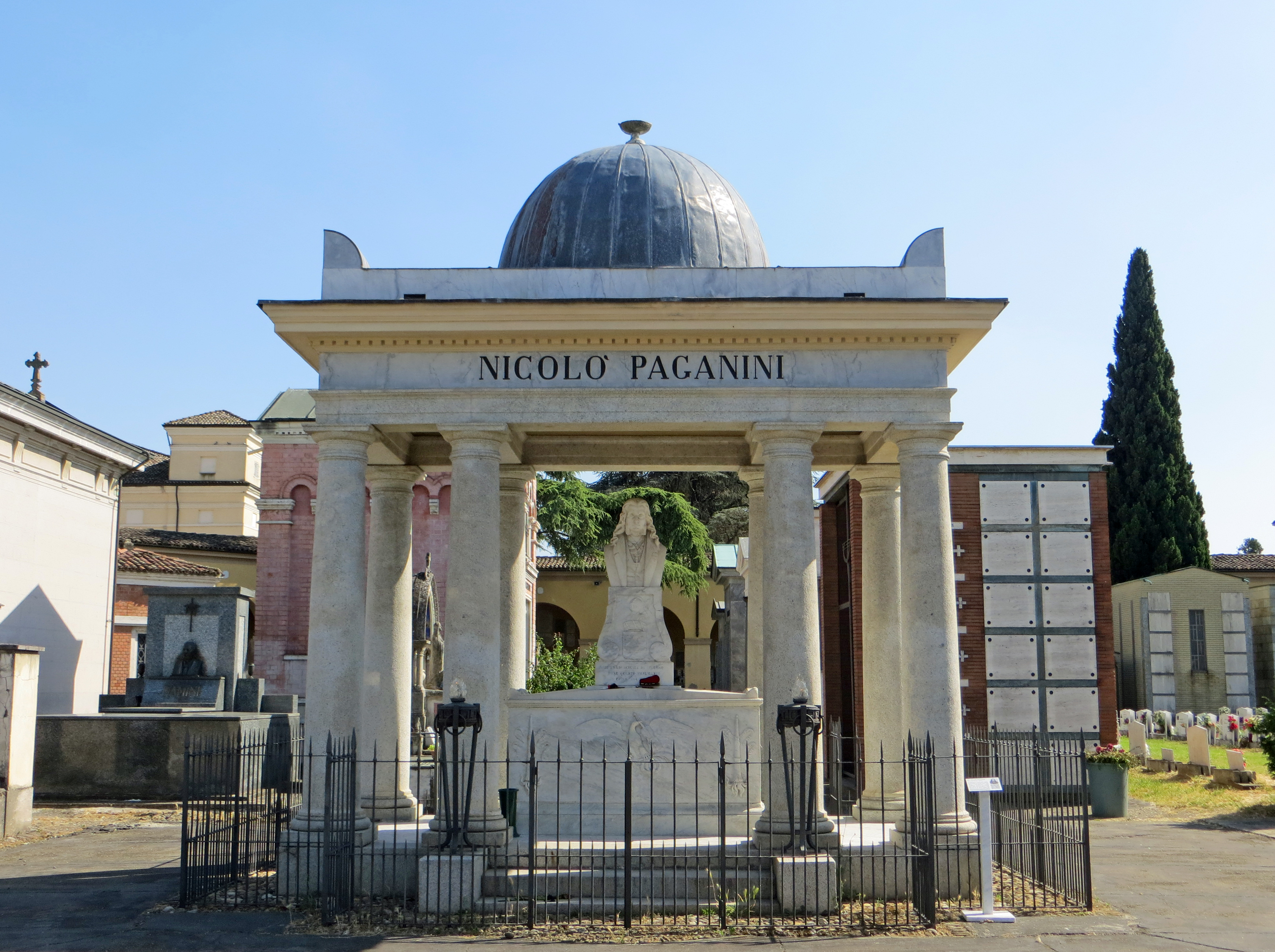
Tomba di Niccolò Paganini

Nella seconda metà del secolo le tombe iniziarono a essere decorate con grandi sculture in marmo, granito e bronzo, scelti per la durabilità nel tempo e la maggior solennità. La più antica sepoltura monumentale risulta quella del violinista Niccolò Paganini, commissionata dal figlio Achille nel 1876 ed eseguita dallo scultore Santo Varni su disegno dell'ingegner Marco Sante Bergamaschi; la struttura neoclassica, realizzata interamente in granito, è costituita da un piccolo tempio dorico, con otto colonne a sostegno della trabeazione, coronata da un attico con al centro una piccola cupola; all'interno, raggiungibile attraverso alcuni gradini affiancati da due bracieri, è collocato un sarcofago, su cui poggia un alto basamento, ornato con lo stemma dei baroni Paganini e sormontato da un busto del musicista.

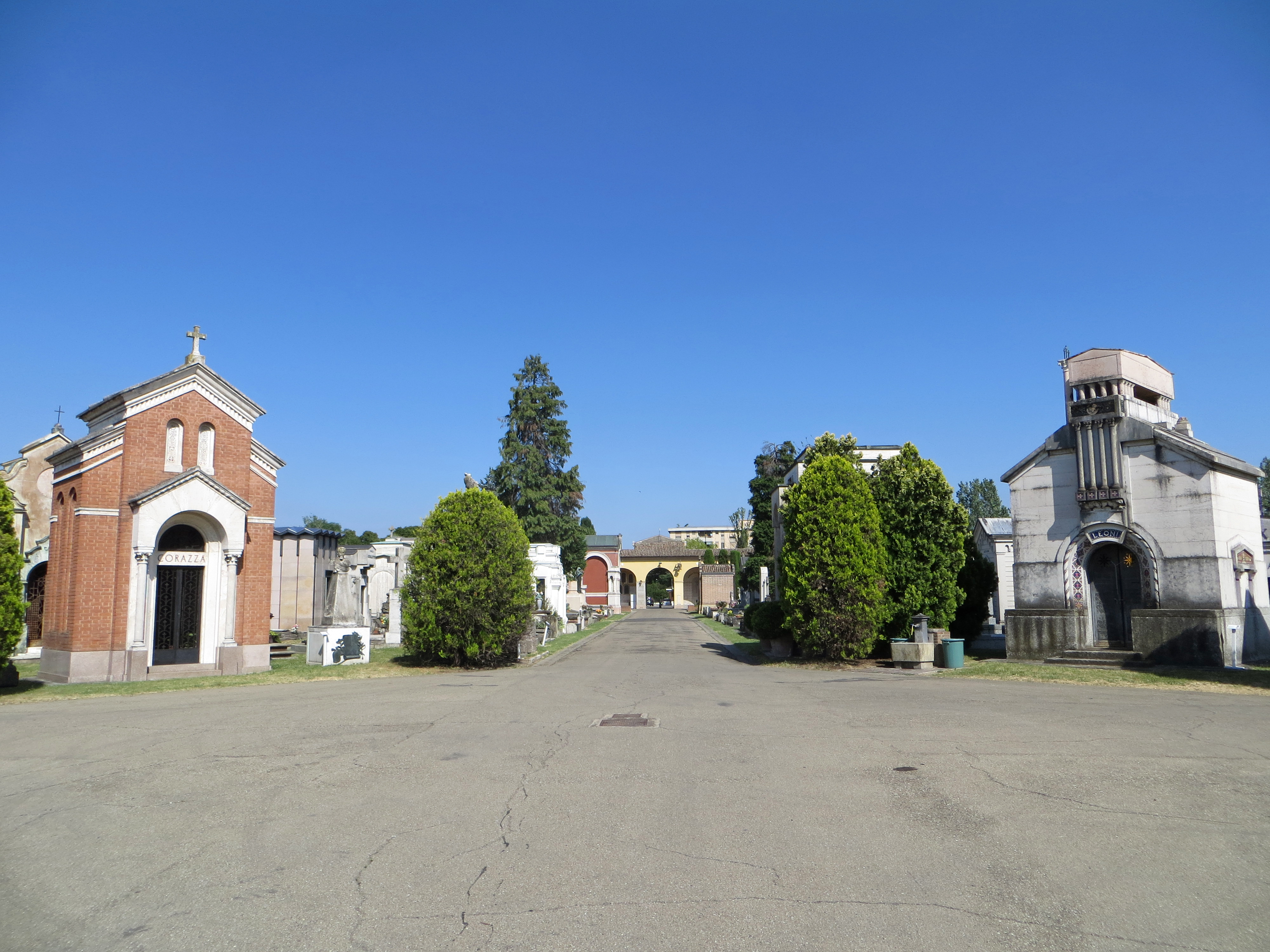
Vialetto centrale dell'ottagono visto dal centro del campo

Negli ultimi anni del secolo si diffusero le prime tombe di famiglia a edicola, che conobbero il periodo di maggior sviluppo tra il 1925 e il 1940. Con l'avvento del liberty, cambiarono anche le decorazioni delle sepolture, ove in precedenza compariva sempre il ritratto del defunto; in seguito, invece, si diffusero le rappresentazioni di figure femminili, spesso colte in movimento. Nei primi decenni del XX secolo la varietà di stili e di decorazioni crebbe notevolmente, grazie alle commissioni da parte delle famiglie borghesi a vari architetti e artisti dell'epoca.

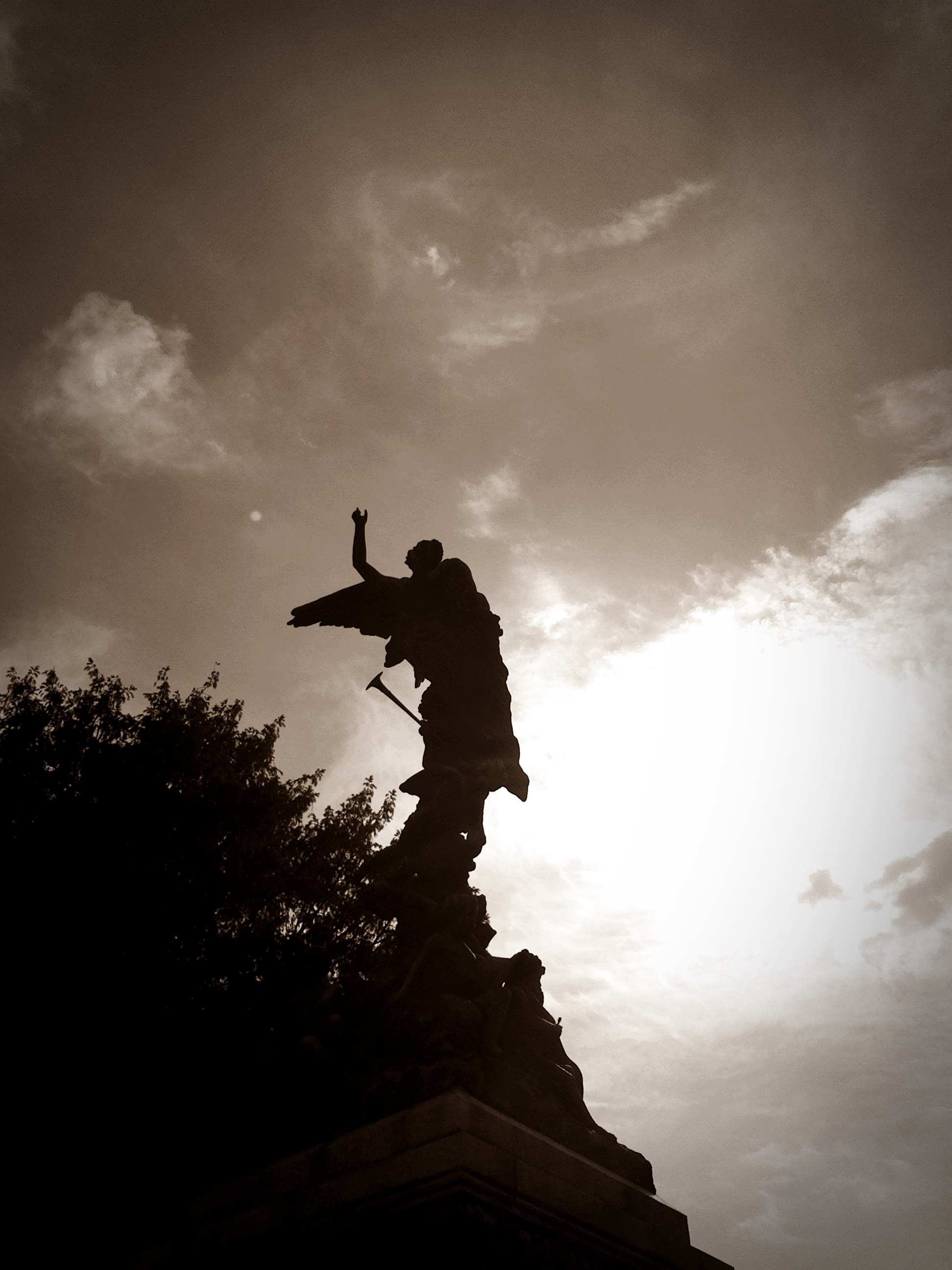
Gruppo scultoreo sull'edicola Romanelli

In stile liberty, si distinguono l'edicola Leoni, realizzata tra il 1913 e il 1920 su progetto dell'architetto Ettore Leoni e ornata con marmi dalla ditta Antonio Leoni e con bronzi dallo scultore Renato Brozzi, e l'edicola Romanelli, eseguita nel 1924 dallo scultore Emilio Trombara su disegno dell'architetto Moderanno Chiavelli.
In stile déco, spiccano il monumento Merli, realizzato nel 1922 dallo scultore Guglielmo Cacciani su progetto dell'architetto Mario Monguidi, il monumento Gardelli, eseguito nel 1923 su disegno del Monguidi, l'edicola Dall'Aglio Zanzucchi, realizzata nel 1924 su progetto del Monguidi, il monumento Carlo Ferrari, eseguito intorno al 1925 su disegno dell'architetto Ettore Leoni e ornato con decorazioni liberty, l'edicola Azzoni, realizzata dal fabbro Romeo Azzoni nel 1926, il monumento Carpi, eseguito nel 1926 su disegno del Monguidi, l'edicola Medioli già Romanini, realizzata nel 1926 su progetto del Leoni e ornata nel 1929 con un mosaico dal pittore Daniele de Strobel, il famedio Cleofonte Campanini, eseguito nel 1927 dallo scultore Carlo Corvi su progetto dell'architetto Gian Giuseppe Mancini, l'edicola Manzini, realizzata nel 1930 dallo scultore Alessandro Marzaroli su disegno del Monguidi, l'edicola Visconti, eseguita nel 1933 dalla ditta Lodovico Carrara su progetto dell'ingegner Germano Prussia, l'edicola Caprioli, realizzata nel 1934 su disegno dell'architetto Moderanno Chiavelli, e l'edicola Barilla, eseguita nel 1940 su disegno dell'architetto Camillo Uccelli.
In stile razionalista, si evidenziano l'edicola Terzi, eseguita nel 1930 su disegno dell'architetto Vito Rastelli, il monumento Coppi, realizzato nel 1931 dallo scultore Alceo Dossena su progetto dell'architetto Amerigo Bonaconza, l'edicola Zanichelli, eseguita nel 1944 su disegno del Bonaconza, e l'edicola Camorali, realizzata tra il 1954 e il 1955 su progetto dell'architetto Mario Monguidi e ornata con mosaici e vetrate dall'artista Carlo Mattioli e con bronzi dallo scultore Renato Brozzi.
In stile neoromanico, si distinguono l'edicola Corazza, eseguita nel 1925 su progetto dell'architetto Ennio Mora, e l'edicola Milza, realizzata nel 1932 su progetto dell'architetto Camillo Uccelli.
In stile neogotico, spicca l'edicola Bormioli, realizzata nel 1924 dalla ditta Antonio Leoni su progetto dell'architetto Ettore Leoni.
In stile neobarocco, si evidenzia l'edicola Tanzi, eseguita nel 1939 dalla ditta Antonio Leoni su progetto dell'architetto Ettore Leoni.
In stile neoclassico, si distinguono l'edicola Molinari, eseguita nel 1929 su disegno dell'architetto Ennio Mora, e l'edicola Rizzoli, realizzata nel 1931 su progetto dell'architetto Ettore Leoni,
In stile eclettico, spiccano l'edicola Colla, disegnata e realizzata tra il 1932 e il 1933 dallo scultore Emilio Trombara, e l'edicola Guaita, eseguita nel 1952 su disegno dell'architetto Mario Monguidi e ornata con bassorilievi dallo scultore Carlo Corvi e con mosaici dall'artista Carlo Mattioli.
In stile contemporaneo, si evidenziano il monumento a Renzo Pezzani, realizzato del 1953, il monumento Banzola, realizzato nel 1956 su progetto dell'ingegner Vincenzo Banzola e ornato con una copia della Deposizione dalla croce eseguita dal pittore Guido Montanari, l'edicola Zanlari, realizzata e progettata nel 1963 dall'artista Carlo Mattioli, il monumento Sgarabotto, eseguito nel 1992 su disegno dell'artista Stefano Volta, la scultura sul monumento Nicoli del 1965, realizzata nel 1995 dall'artista Lois Rottonara, e il famedio Venturini, eseguito nel 2007 su progetto dell'architetto Aurelio Cortesi.

#### Oratorio di San Gregorio Magno

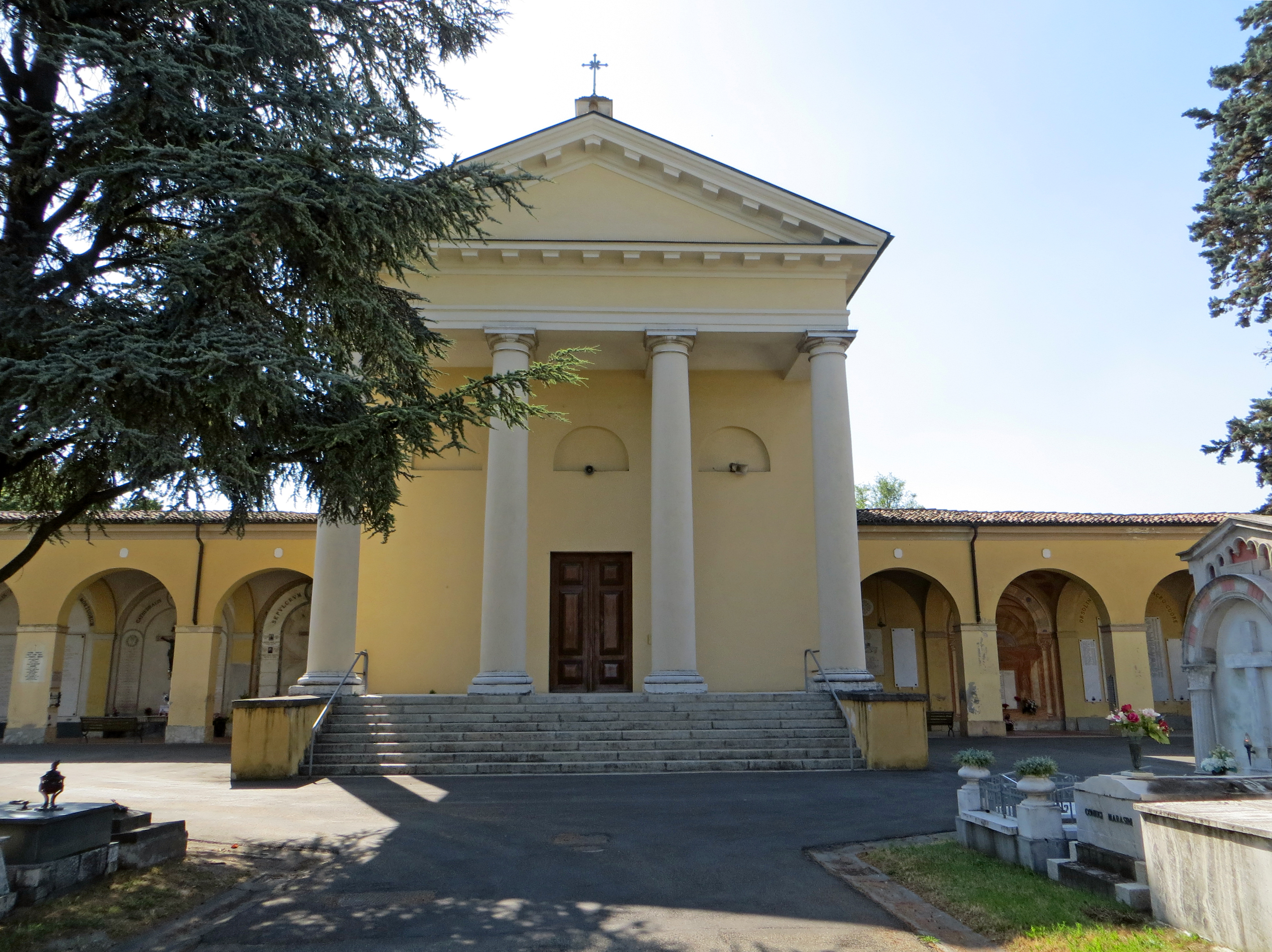
Facciata dell'oratorio di San Gregorio Magno

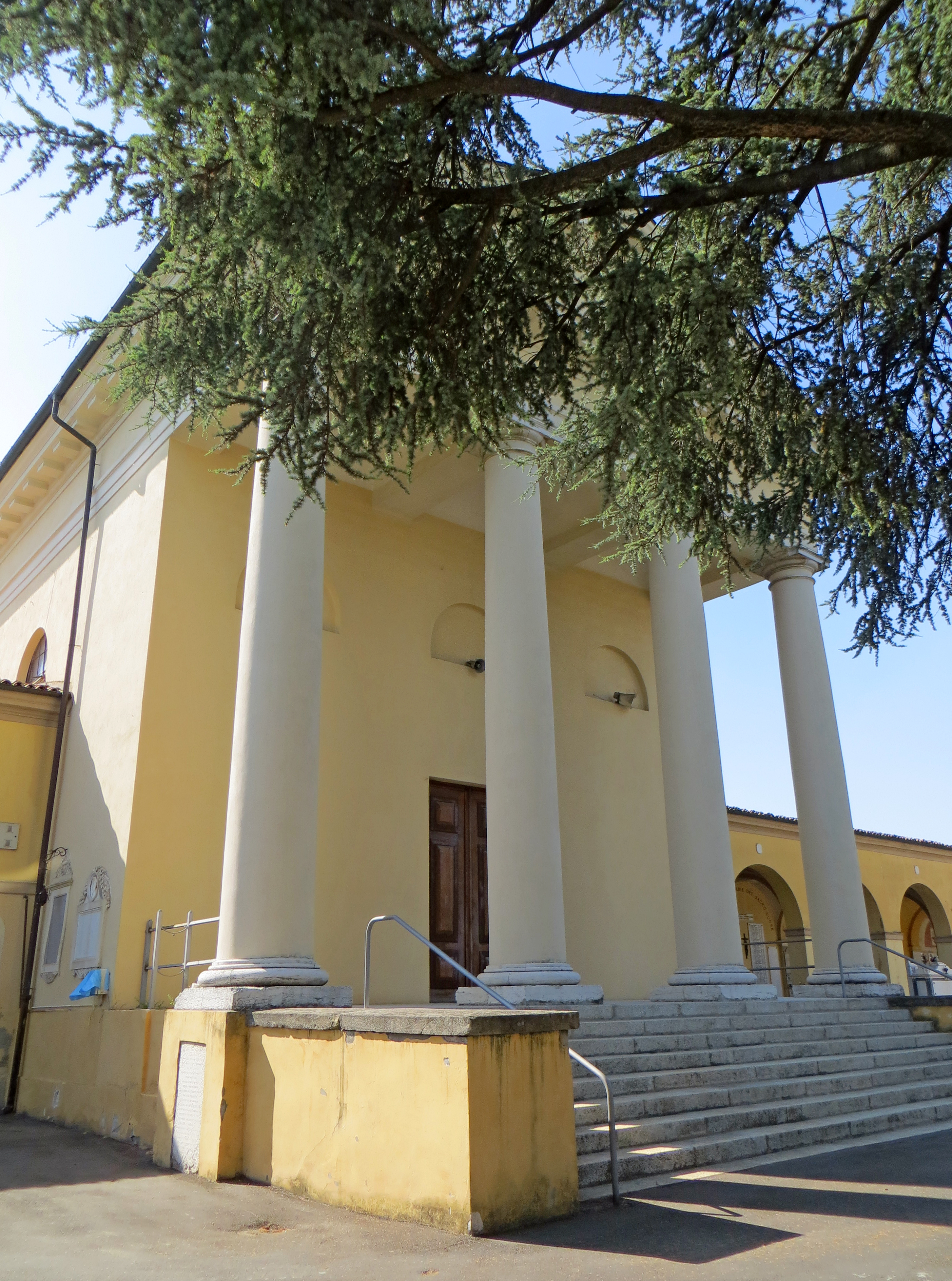
Pronao dell'oratorio di San Gregorio Magno

Il neoclassico oratorio di San Gregorio Magno, collocato al centro del lato ovest del porticato, si sviluppa su una pianta centrale ottagonale, inscritta in un quadrato, con ingresso a est e presbiterio absidato a ovest.
La simmetrica facciata, interamente intonacata come il resto dell'edificio, è preceduta da un monumentale pronao, raggiungibile attraverso una larga scalinata e retto da quattro alte colonne doriche a sostegno dell'ampio frontone triangolare di coronamento; al centro del portico è collocato il portale d'ingresso principale, mentre più in alto si trovano tre lunette ad arco a tutto sesto. Sui fianchi, si aprono nel porticato i due accessi laterali.
All'interno l'aula, coronata da una cupola ottagonale, presenta una pavimentazione alla palladiana; al centro dei lati nord, est e sud si aprono i portali d'ingresso, mentre nel mezzo delle quattro pareti minori si trovano gli accessi a nord-est alla scala per la cantoria della controfacciata, a sud-est a un ripostiglio, a sud-ovest alla sagrestia sinistra e a nord-ovest a quella destra; le due porte sui lati adiacenti all'arco trionfale sono sormontate da nicchie contenenti statue di santi.
Il presbiterio si conclude sul fondo nell'abside poligonale, illuminata da due monofore a tutto sesto e coronata dal catino dipinto; al centro, dietro all'altare maggiore a mensa, si staglia la pala raffigurante San Gregorio Magno, realizzata nel 1823 da Giorgio Scherer su commissione della duchessa Maria Luigia.

### Galleria sud

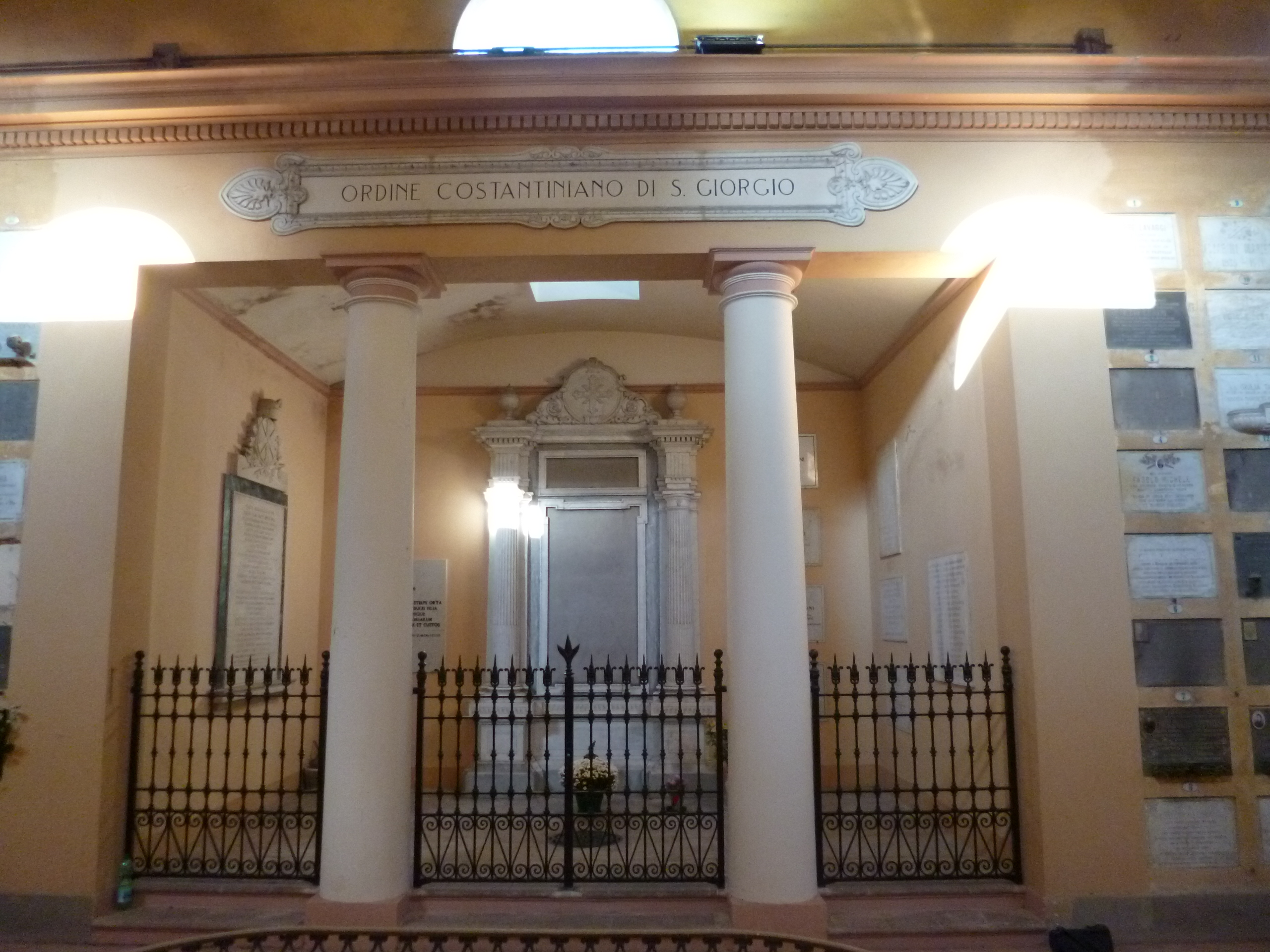
Cappella dell'ordine costantiniano di San Giorgio nella galleria sud

La galleria sud si sviluppa su una pianta a croce latina a navata unica affiancata da quattro cappelle gentilizie per lato, con ingresso a nord a metà del lato meridionale dell'ottagono e abside a sud.
L'edificio neoclassico si eleva su due livelli, di cui uno seminterrato e l'altro rialzato.
Al piano seminterrato si trovano lunghe file di avelli disposti ortogonalmente alle gallerie.
Il piano rialzato, raggiungibile attraverso una breve scalinata centrale, presenta un'ampia navata e un transetto coperti da volte a botte ribassate, mentre sulla crociera si erge una cupola ottegonale; dai lati, illuminati da finestre a lunetta poste in sommità, si affacciano attraverso ampie aperture, rette da coppie di colonne doriche, le cappelle gentilizie, intervallate da colombari con avelli chiusi da lastre di marmo di Carrara in parte decorate con fregi liberty; le cappelle poste alle estremità del transetto e quella al termine della navata si concludono con absidi semicircolari; il pavimento presenta una serie di squarci ovali verso il piano inferiore, chiusi da elaborate ringhiere in ferro battuto.
Tra le cappelle gentilizie, quella del conservatorio Arrigo Boito, realizzata nel 1890 nel braccio destro del transetto, accoglie nel mezzo il sarcofago marmoreo del compositore e direttore d'orchestra Giovanni Bottesini, sormontato dal suo busto, mentre ai lati si trovano le lapidi di vari musicisti cittadini, tra i quali l'arpista Maria Baldini Lavia, il clarinettista Edgardo Cassani, il flautista Paolo Cristoforetti, il pianista e compositore Giusto Dacci, il tenore Fiorello Giraud, l'arpista Margherita Hazon, l'insegnante di arte scenica Carlo Pariset e il clarinettista Pietro Ricci.

### Galleria nord

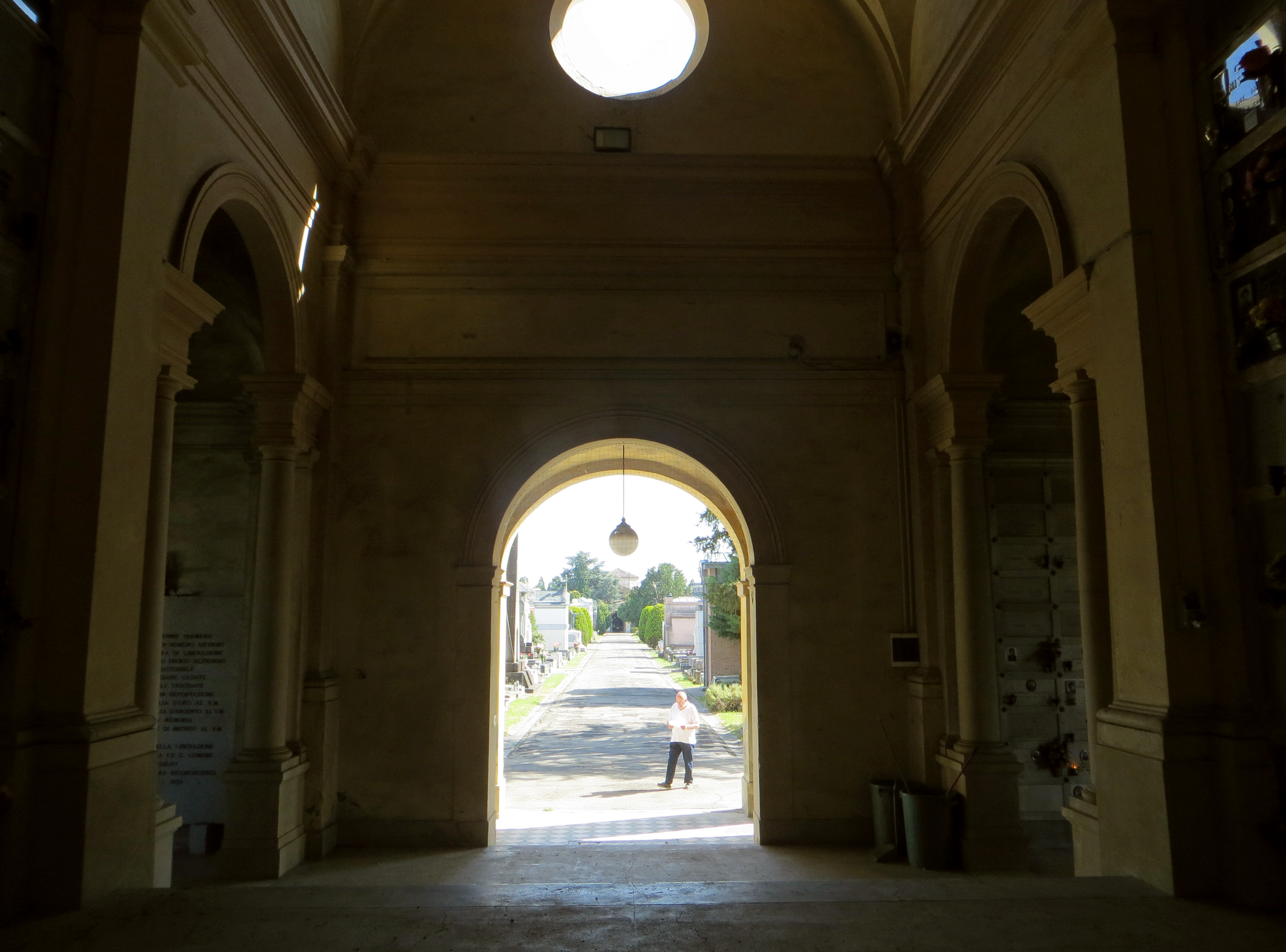
Ingresso della galleria nord

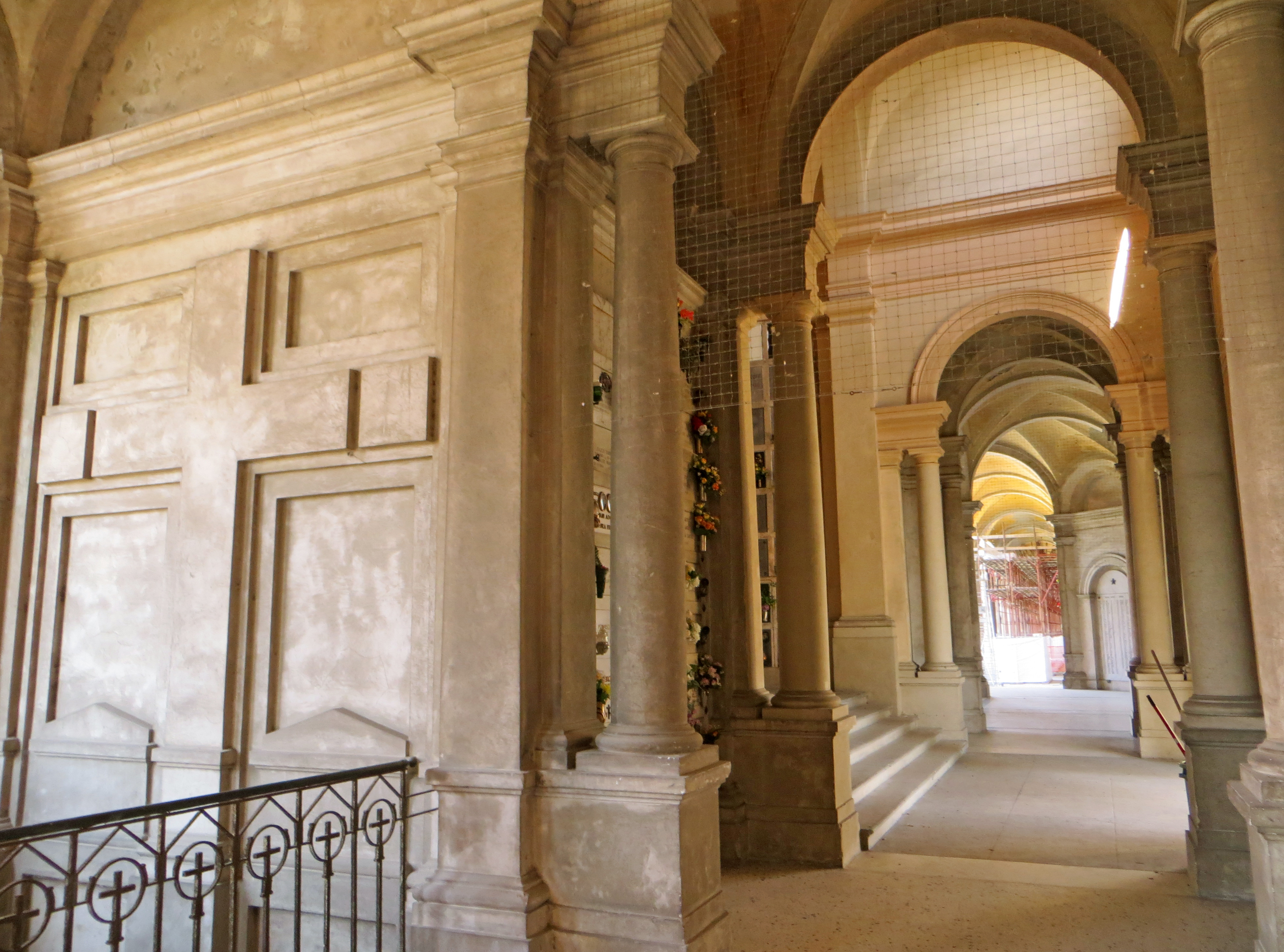
Accesso alla galleria nord dalla galleria perimetrale nord

La galleria nord si sviluppa su una pianta a croce latina a navata unica affiancata da quattro cappelle gentilizie per lato, con ingresso a sud a metà del lato settentrionale dell'ottagono e abside a nord.
L'edificio eclettico si eleva su due livelli, di cui uno seminterrato e l'altro rialzato.
Al piano seminterrato, raggiungibile attraverso due scale ai lati dell'accesso, si trovano lunghe file di avelli disposti ortogonalmente alle gallerie; accanto all'ingresso destro si trova il marmoreo sacrario dei Caduti di tutte le guerre, realizzato nel 1957.
Il solenne piano rialzato neoclassico, accessibile attraverso una breve scalinata centrale, presenta un'ampia navata e un transetto coperti da una serie di volte a crociera, mentre all'incrocio tra i vari bracci si erge una cupola ottagonale, illuminata da grandi oculi nel tamburo; dai lati, rischiarati da ampie finestre a lunetta poste in sommità, si affacciano attraverso ampie aperture le cappelle gentilizie, intervallate da colombari con avelli chiusi da lastre di pietra grigia del Belgio; quattro archi trionfali retti da colonne doriche collegano i quattro bracci alla crociera, che presenta nel mezzo del pavimento uno squarcio circolare verso il piano inferiore, chiuso da una balaustra.

### Galleria sud-est

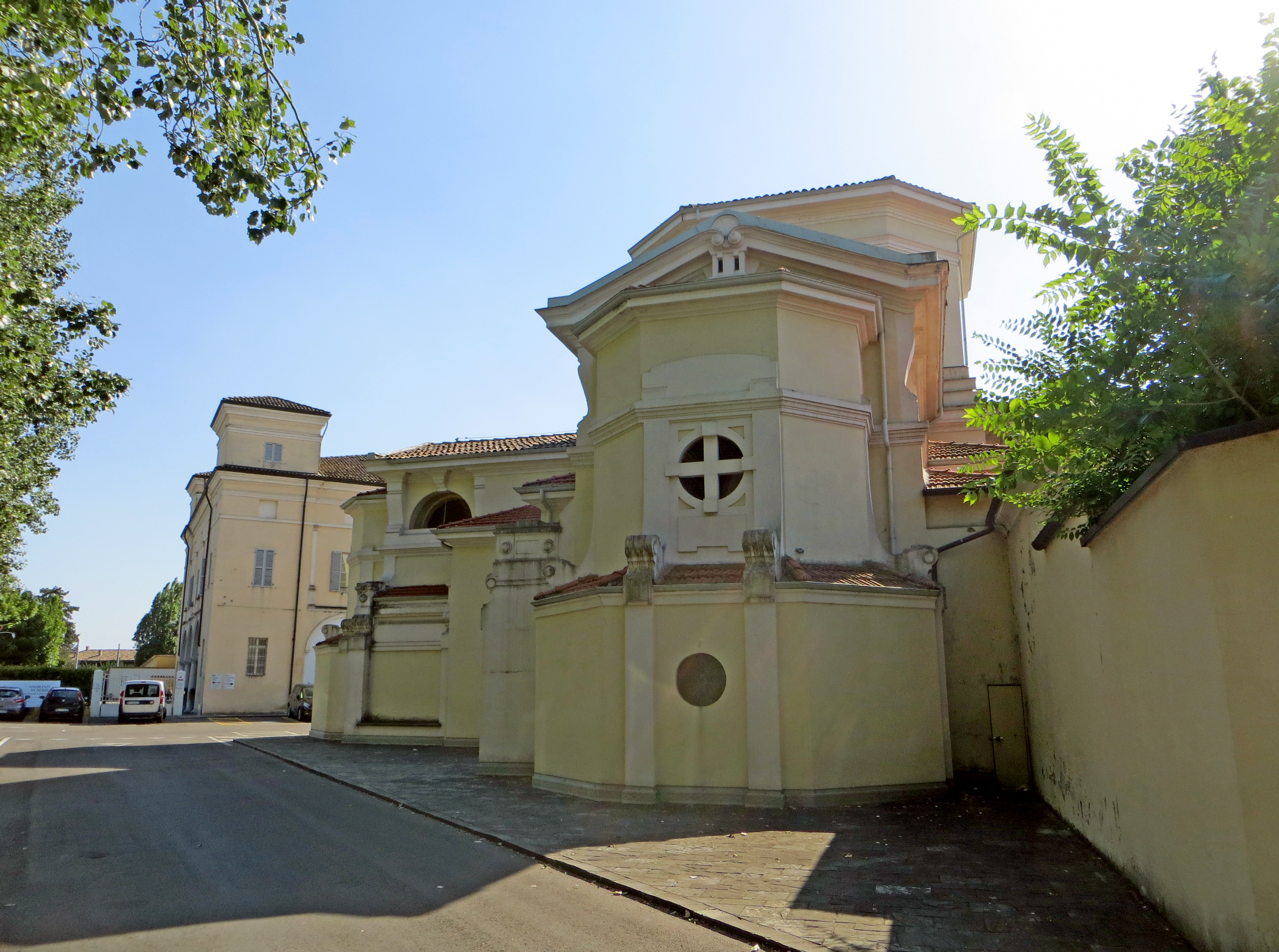
Esterno della galleria sud-est

La galleria sud-est si sviluppa su una pianta a croce greca a navata unica, con ingresso a nord-ovest a metà del lato sud-est dell'ottagono e abside a sud-est.
L'edificio eclettico si eleva su un unico livello; esternamente presenta varie decorazioni liberty, tra cui modiglioni a doppia spirale, volute e cornici.
L'interno eclettico presenta una navata e un transetto coperti da volte a botte, mentre sulla crociera si erge una cupola su pennacchi, illuminata da quattro oculi; i lati presentano una serie di colombari con avelli chiusi da lastre di calcestruzzo; le estremità del transetto e quella al termine della navata si concludono con absidi semicircolari.

### Galleria perimetrale nord

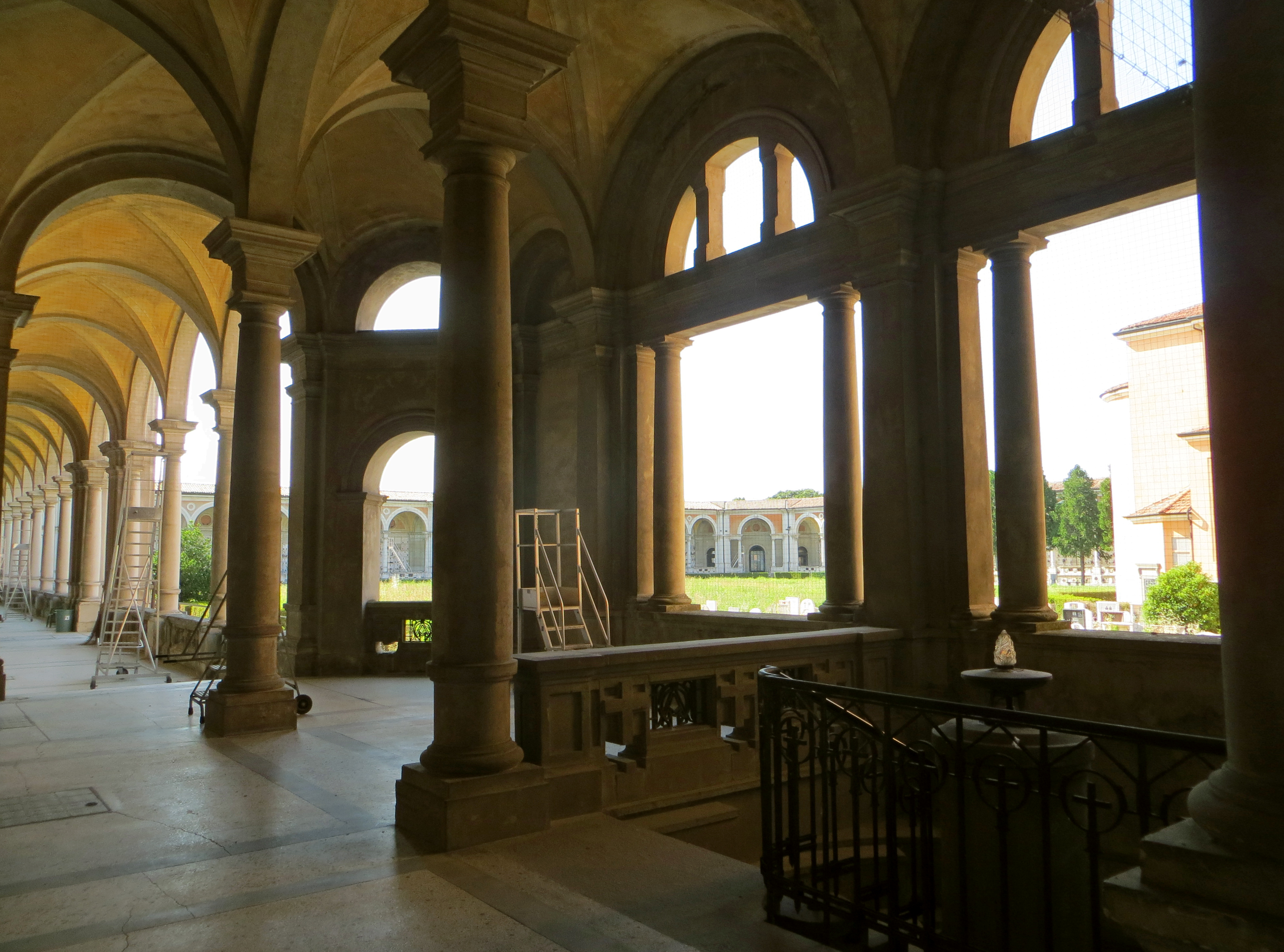
Accesso alla galleria perimetrale nord dalla galleria nord

La galleria perimetrale nord si sviluppa su una pianta rettangolare con angoli smussati, allungandosi a settentrione dell'ottagono intorno alla galleria nord.
La lunga galleria neorinascimentale si eleva su due livelli, di cui uno seminterrato e l'altro rialzato.
Al piano seminterrato, raggiungibile attraverso due scale alle estremità del lato sud, si trova l'ampio ossario cimiteriale.
Al piano rialzato il porticato, coperto da una serie di volte a crociera, si affaccia sul campo centrale attraverso archi a tutti sesto, retti da colonne doriche coronate da pulvini cubici; i lati esterni presentano lunghe serie di colombari con avelli chiusi da lastre di marmo chiaro, mentre nelle quattro estremità della galleria e accanto alle arcate di accesso all'ottagono si trovano alcune cappelle gentilizie; ai fianchi dell'ingresso dalla galleria nord sono inumati i civili e i partigiani morti durante la seconda guerra mondiale, accanto alla statua bronzea originale del partigiano realizzata da Renato Marino Mazzacurati, ivi collocata nel 1968 in seguito a un attentato che colpì il monumento posto in piazzale della Pace.

### Chiostro di Padre Lino
Il chiostro di Padre Lino si sviluppa su una pianta triangolare, con ingresso al centro del lato nord-ovest dell'ottagono.
La galleria si eleva su un unico livello.
Il porticato, retto da pilastri in mattoni, è affiancato perimetralmente da una lunga serie di colombari e presenta tre cappelle gentilizie negli spigoli; nel mezzo del piccolo prato triangolare centrale si trova un pozzo, affiancato da una copia della statua bronzea rappresentante Padre Lino posta nell'arco delle famiglie francescane dell'ottagono.

### Cimiteri evangelico ed ebraico
I due cimiteri, adiacenti tra loro, sorgono a sud-ovest dell'ottagono.

#### Cimitero evangelico
Il cimitero evangelico si sviluppa su una pianta triangolare, con ingresso al centro del lato sud-ovest dell'ottagono.
Lo spazio accoglie, oltre a poche tombe in colombari, varie sepolture a terra, sormontate da lapidi con decorazioni solitamente semplici, benché esistano varie eccezioni di lastre ornate con motivi liberty o con immagini dei defunti.

#### Cimitero ebraico
Il cimitero ebraico si sviluppa su una pianta rettangolare, immediatamente a sud di quello evangelico, con accesso dal reparto B.
Lo spazio, cintato con un muro sui quattro lati, presenta file regolari di sepolture a terra, tutte di dimensioni uguali, sormontate da semplici lapidi, che, soprattutto nelle tombe ottocentesche, non presentano fotografie o decorazioni, seppur con alcune eccezioni, prevalentemente nei casi di bambini defunti.

### Campo sud
Il campo sud si estende su una pianta rettangolare, allungandosi a meridione dei reparti A e B posti a sud dell'ottagono.
La lunga galleria si eleva su un unico livello.
Il porticato in pietra bianca, retto da una serie di arcate a tutto sesto su pilastri dorici, è affiancato perimetralmente da una lunga serie di colombari e presenta quattro cappelle gentilizie negli spigoli; lungo i lati corti est e ovest si trovano le sepolture per i bambini.

### Campo San Pellegrino
Il campo San Pellegrino si estende a meridione del campo sud, con accesso diretto anche da viale della Villetta attraverso un ampio e moderno ingresso; i cinque edifici principali in calcestruzzo si allungano su piante spezzate e sono collegati tra loro; un'ulteriore struttura in mattoni a forma rettangolare è posta a sud del complesso.
Gli edifici si elevano su due livelli fuori terra e presentano lunghe file di colombari.

### La Villetta

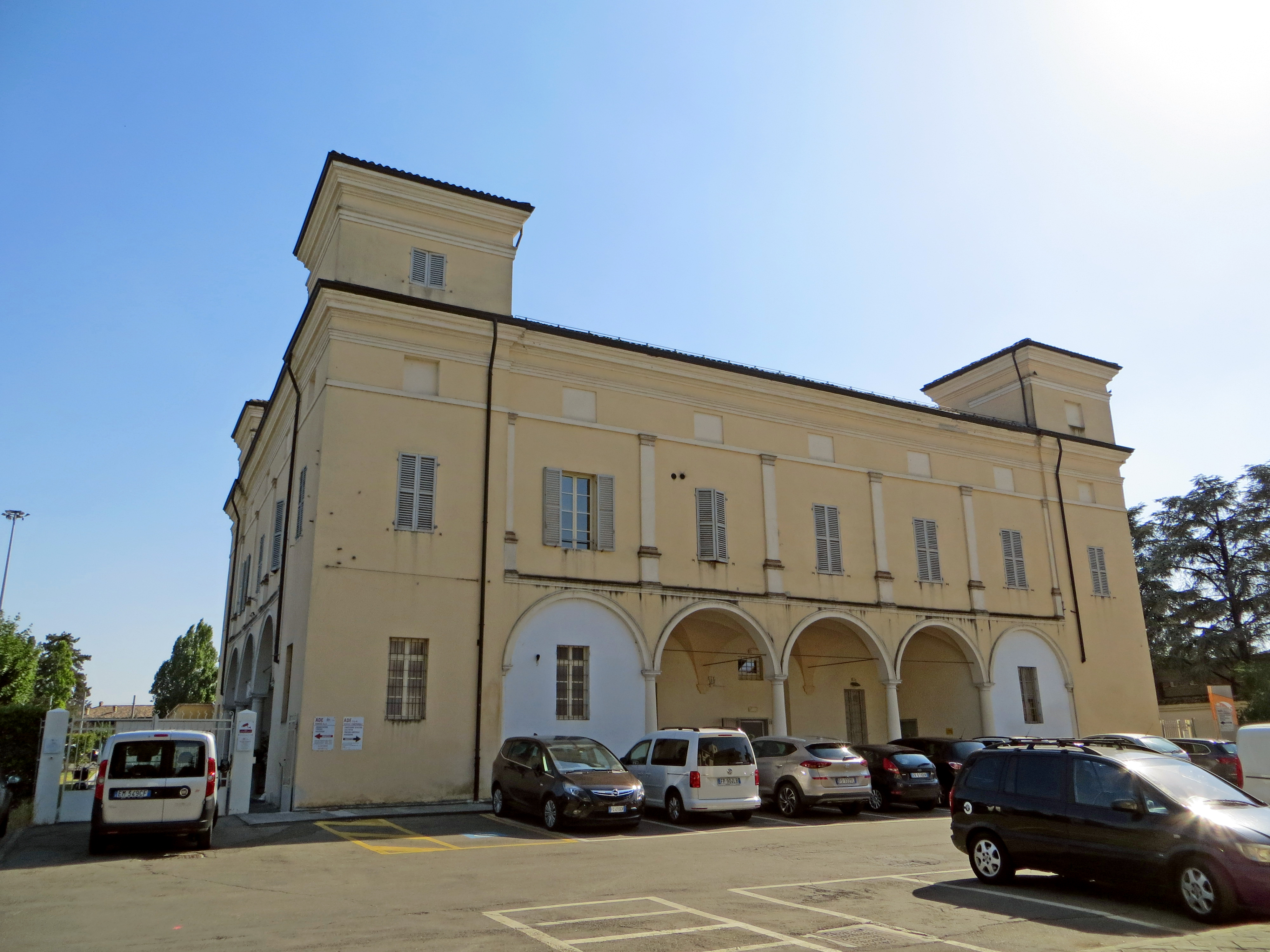
La Villetta

L'edificio tardo-rinascimentale, adibito a sede direzionale del cimitero, si sviluppa su una pianta rettangolare, con accessi a nord ed est lungo viale della Villetta.
Le quattro simmetriche facciate, interamente intonacate, si elevano su due livelli fuori terra, oltre al sottotetto, mentre sugli spigoli si ergono delle torrette angolari a pianta quadrata; al livello terreno si aprono nel mezzo, attraverso arcate a tutto sesto rette da colonne doriche, dei portici con volte a crociera, a tre campate nei lati est e ovest e a cinque, parzialmente murate, in quelli nord e sud; al piano superiore si elevano, in corrispondenza delle colonne sottostanti, delle lesene doriche, che scandiscono le finestre, cinque a occidente e oriente e sette a settentrione e meridione; in sommità, sopra alle finestre chiuse del sottotetto, un cornicione modanato si allunga immediatamente sotto al tetto.

## Sepolture illustri

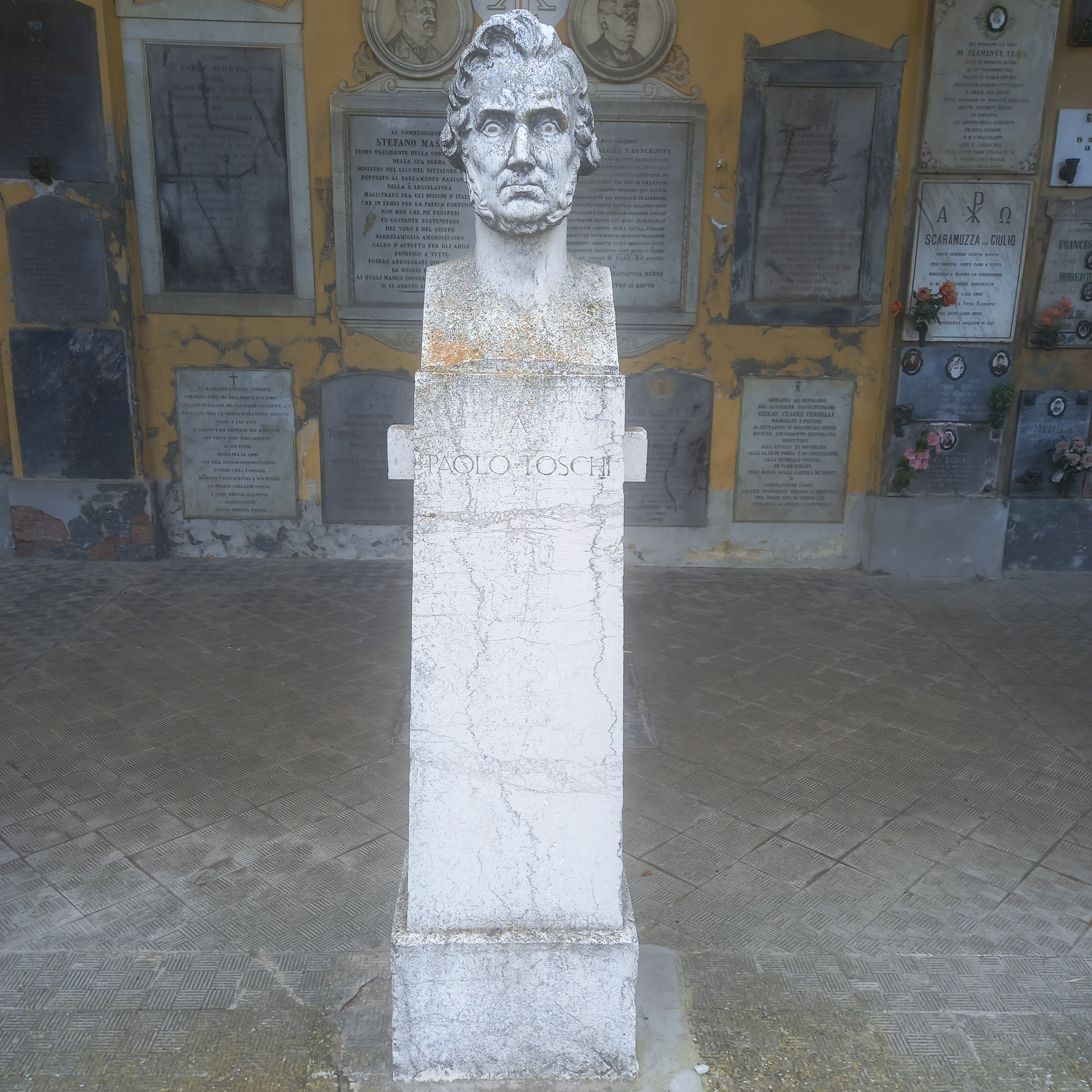
Erma di Paolo Toschi

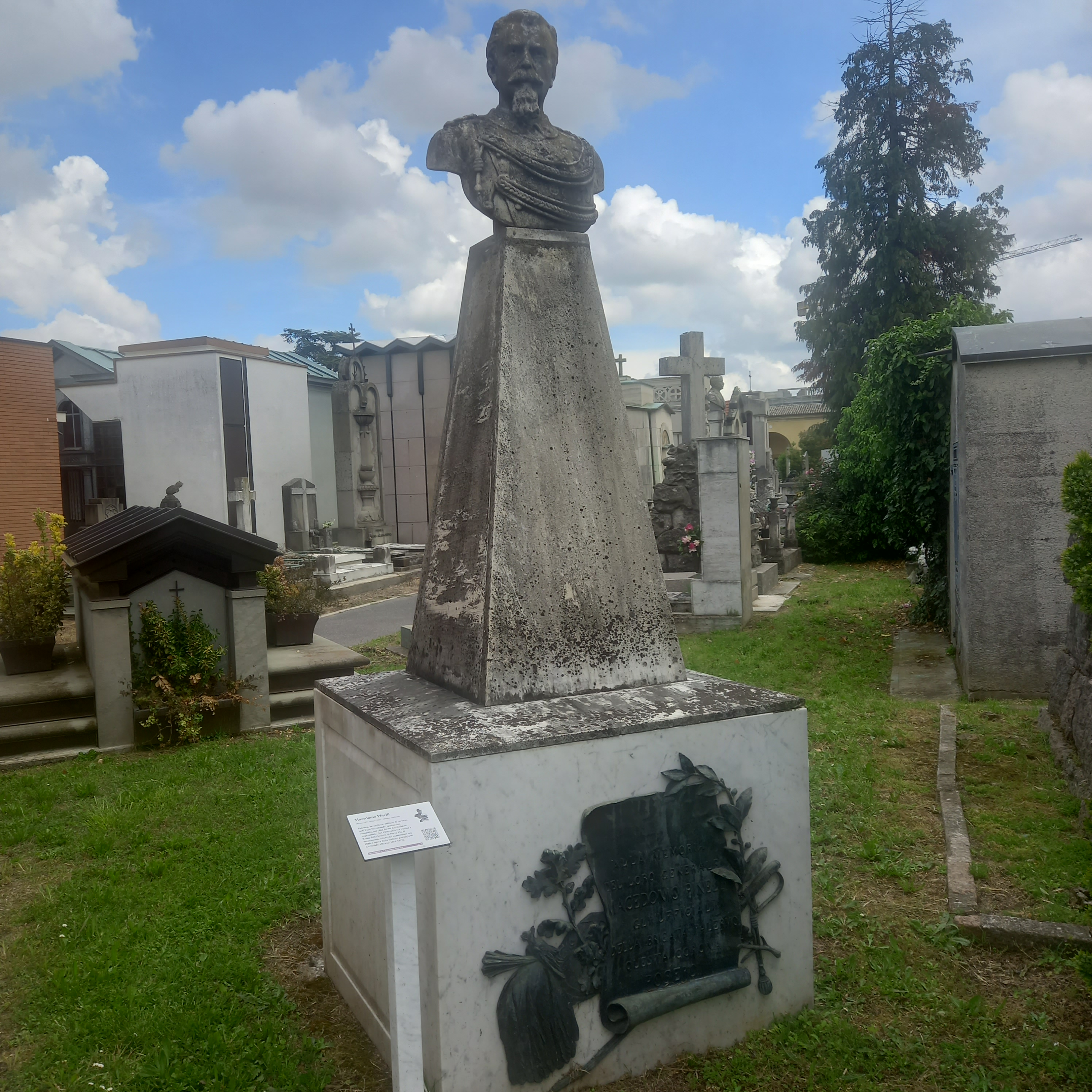
Tomba di Macedonio Pinelli

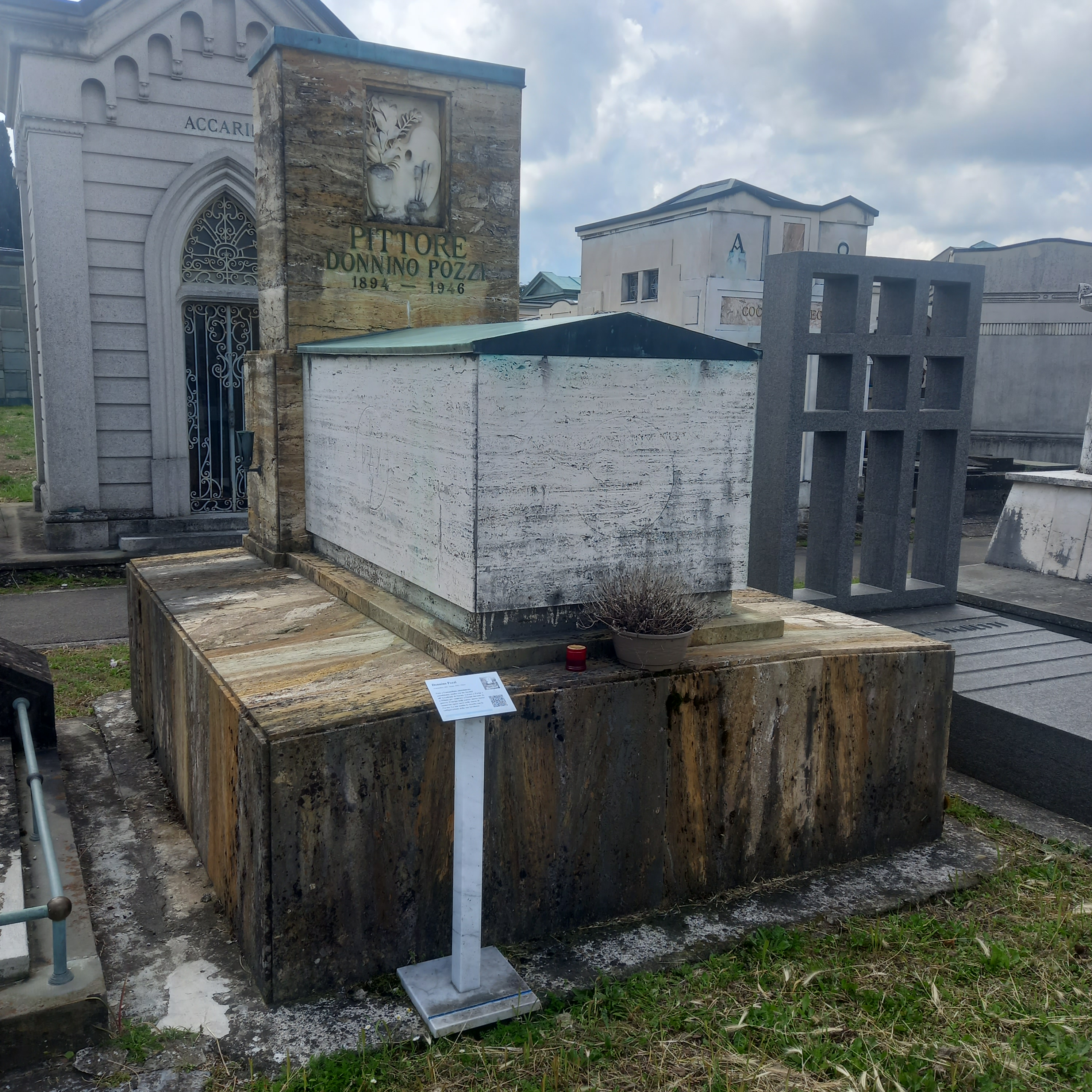
Tomba di Donnino Pozzi

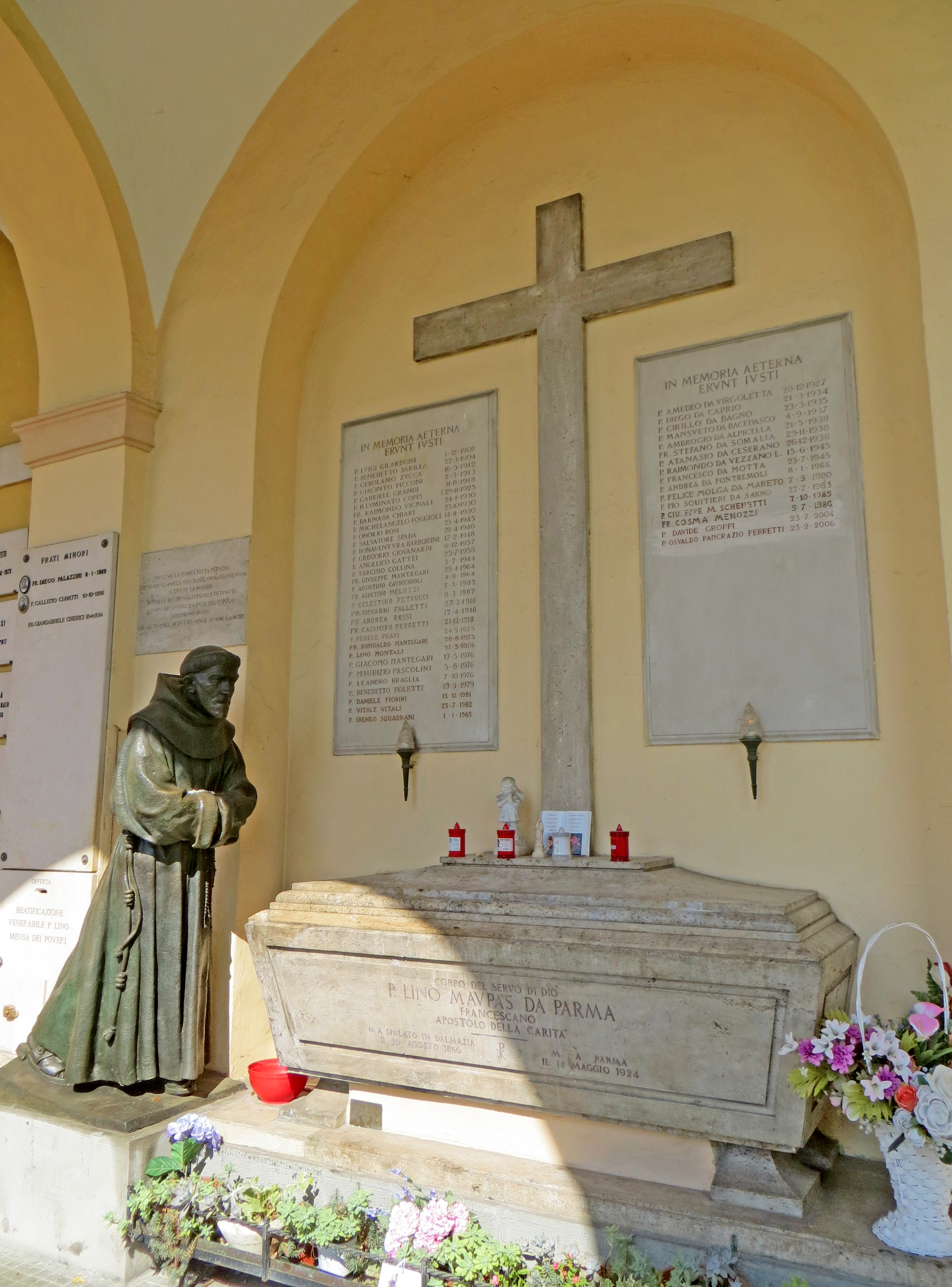
Tomba di padre Lino

Il cimitero ospita numerose tombe di personaggi illustri, elencate di seguito in ordine cronologico di morte:
- Claudio Salvatore Balzari (1761 – 1839), pittore.
- Niccolò Paganini (1782 – 1840), violinista, chitarrista e compositore.
- Giovan Battista Borghesi (1790 – 1846), pittore.
- Paolo Toschi (1788 – 1854), incisore e architetto.
- Alfonso Cavagnari (1831 – 1881), politico.
- Carlo Raimondi (1809 – 1883), incisore e pittore.
- Rocco Bormioli (1830 – 1883), imprenditore.
- Macedonio Pinelli (1829 – 1886), patriota e bersagliere.
- Francesco Scaramuzza (1803 – 1886), pittore e poeta.
- Giovanni Bottesini (1821 – 1889), contrabbassista, compositore e direttore d'orchestra.
- Girolamo Magnani (1815 – 1889), decoratore e scenografo.
- Gaetano Mastellari (1822 – 1890), artista, macchinista teatrale e carpentiere.
- Giulio Ferrarini (1807 – 1891), direttore d'orchestra, violinista e compositore.
- Italo Campanini (1845 – 1896), tenore.
- Emilio Usiglio (1841 – 1910), compositore e direttore d'orchestra.
- Cecrope Barilli (1839 – 1911), pittore.
- Giusto Dacci (1840 – 1915), compositore e docente di musica.
- Michele Vitali Mazza (1895 – 1916), militare.
- Luigi Battei (1847 – 1917), editore.
- Cleofonte Campanini (1860 – 1919), direttore d'orchestra.
- Padre Lino Maupas (1866 – 1924), religioso.
- Fiorello Giraud (1870 – 1928), tenore.
- Alceste de Ambris (1874 – 1934), sindacalista, giornalista e politico.
- Edgardo Cassani (1868 – 1936), clarinettista, compositore e direttore d'orchestra.
- Giuseppe Cenni (1915 – 1943), ufficiale e pilota dell'aeronautica.[93][94]
- Donnino Pozzi (1894 – 1946), pittore.
- Renzo Pezzani (1898 – 1951), poeta e scrittore.
- Atanasio Soldati (1896 – 1953), pittore.
- Gaetano Sgarabotto (1878 – 1956), liutaio.
- Alberto Montacchini (1894 - 1956), attore teatrale e fotografo.
- Fratelli Italo e Giulio Clerici (Giulio 1896 – 1959 e Italo 1901 – 1956), attori teatrali e registi.
- Latino Barilli (1883 – 1961), pittore.
- Ildebrando Pizzetti (1880 – 1968), compositore, musicologo e critico musicale.
- Monsignor Evasio Colli (1883 – 1971), 66º vescovo di Parma.
- Renato Vernizzi (1904 – 1972), pittore.
- Amedeo Bocchi (1883 – 1976), pittore e scultore.
- Emilia Magnanini (1896 – 1979), attrice teatrale e cinematografica.
- Carlo Alberto dalla Chiesa (1920 – 1982), generale di corpo d'armata dei Carabinieri e prefetto di Palermo.
- Emanuela Setti Carraro (1950 – 1982), infermiera e vittima della mafia.
- Bruno Mora (1937 – 1986), calciatore e allenatore.
- Pietro Barilla (1913 – 1993), imprenditore.
- Paola Borboni (1900 – 1995), attrice teatrale e cinematografica.
- Bruno Lanfranchi (1917 - 1995), attore teatrale e regista.
- William Soncini (1913 – 1997), pittore e scultore.
- Attilio Bertolucci (1911 – 2000), poeta, padre del regista Bernardo.
- Andrea Borri (1935 – 2003), uomo politico e Presidente della Provincia.
- Monsignor Silvio Cesare Bonicelli (1932 – 2009), 69º vescovo di Parma.
- Aristide Barilli (1913 – 2009), pittore e giornalista.
- Francesca Sanvitale (1928 – 2011), scrittrice e giornalista.
- Alberto Bevilacqua (1934 – 2013), scrittore, poeta, regista, sceneggiatore e giornalista.
- Lydia Alfonsi (1928 – 2022), attrice cinematografica.
- Vittorio Adorni (1937 – 2022), campione di ciclismo, conduttore televisivo e dirigente sportivo.